# Silvio Berlusconi
« Berlusconi » redirige ici. Pour les autres significations, voir Berlusconi (homonymie).
Silvio Berlusconi (/ˈsilvjo berluˈskoːni/ ), surnommé il Cavaliere (« le Chevalier »), né le 29 septembre 1936 à Milan et mort le 12 juin 2023 dans la même ville, est un homme d'affaires et homme d'État italien, président du Conseil des ministres de 1994 à 1995, de 2001 à 2006 et de 2008 à 2011.
Entré dans le monde des affaires à la fin des années 1960, il s'implique dans les secteurs immobilier, télévisuel et sportif. Il fonde et dirige la société Fininvest puis le groupe de communication Mediaset. Pendant trente ans, il est également à la tête de l'AC Milan. Avec une fortune estimée à plusieurs milliards d'euros, il devient l'homme le plus riche d'Italie.
Son parti politique libéral-conservateur et populiste de centre droit Forza Italia, créé dans le contexte de l'opération Mains propres, remporte les élections parlementaires de 1994, ce qui lui permet d'être élu député et d'être nommé président du Conseil des ministres, sans avoir occupé aucune fonction politique auparavant. Son gouvernement tombe huit mois plus tard à cause de la défection de la Ligue du Nord.
En 2001, après la victoire de l'alliance de droite aux élections parlementaires, il est à nouveau appelé à la tête du gouvernement ; il dirige deux gouvernements successifs jusqu'en 2006, lorsqu'il est défait de justesse par la coalition de Romano Prodi. Les élections parlementaires de 2008 lui permettent d'accéder à la présidence du Conseil pour la troisième fois. Mais il est contraint de quitter ses fonctions en 2011, sur pression des marchés en pleine crise économique.
À l'issue des élections parlementaires de 2013, la coalition de centre droit qu'il conduit talonne le centre gauche, ce qui rend difficile la formation d'un nouveau gouvernement. Il est déchu de son mandat de sénateur cette même année, à la suite d'une condamnation pour fraude fiscale. Il relance alors Forza Italia, qui avait été dissoute dans Le Peuple de la liberté (PdL) en 2009.
Élu député européen en 2019, il échoue à imposer sa candidature à l'élection présidentielle de 2022. La même année, il effectue son retour au Sénat après la victoire de la droite aux élections parlementaires. Il meurt quelques mois plus tard, à l'âge de 86 ans, des suites d'une pneumonie et d'une leucémie ; des funérailles d'État sont organisées et un deuil national décrété.
Avec plus de neuf ans en fonction, il est le troisième chef de gouvernement à la plus grande longévité depuis l'unification de l'Italie en 1861 et le détenteur du record sous la République italienne. Il a profondément marqué la vie économique, culturelle et politique italienne, que ce soit par son style de gouvernement, ses réseaux d’influence ou par les scandales et mises en cause judiciaires qui ont émaillé son parcours.

## Biographie

### Naissance et origines
Silvio Berlusconi est le premier enfant d'une famille de la moyenne bourgeoisie lombarde.
Il passe son enfance au nord-ouest de Milan, d'abord à Saronno, ville natale de son père, puis à Lomazzo durant l'occupation allemande alors que son père qui était soldat avait dû se réfugier en Suisse, cantonné à Eriswil, dans le canton de Berne. Son père, Luigi Berlusconi (1908-1989), a travaillé la majeure partie de sa vie à la Banque Rasini, passant du rang de simple employé à celui de fondé de pouvoir. Sa mère, Rosa Bossi (1911-2008), était femme au foyer, après avoir été secrétaire chez Pirelli durant la guerre.

### Études et formation
En 1954, Silvio Berlusconi passe sa maturité, équivalent du baccalauréat en France, dans une section lettres classiques, au lycée catholique Copernic de Milan.
En parallèle de ses études à l'université de Milan, il occupe plusieurs emplois comme vendeur de produits d'électroménager, photographe ou encore chanteur. En 1961, il obtient une licence en droit en présentant une thèse sur les aspects juridiques de la publicité. Il aurait étudié deux années à La Sorbonne.

### Relations et enfants
En 1964, Silvio Berlusconi rencontre Carla Dell'Oglio (née en 1940), originaire de Gênes, qu'il épouse l'année suivante. Deux enfants naissent de cette union :
- Maria Elvira, dite Marina (1966), vice-présidente puis présidente de la Fininvest ;
- Pier Silvio (1969), vice-président de Mediaset et président de RTI (it), la société qui contrôle toutes les activités de la famille Berlusconi dans la télévision.

En 1980, Silvio Berlusconi rencontre l'actrice Veronica Lario, qui devient sa maîtresse. Leur première fille, Barbara, naît quatre ans plus tard alors que Berlusconi est encore marié à Carla Dell'Oglio. Deux autres enfants, Eleonora (1986) et Luigi (1988), naissent par la suite de cette relation dévoilée en 1985.
Le 15 décembre 1990, Silvio Berlusconi épouse Veronica Lario à Milan ; les témoins de ce mariage sont le journaliste Gianni Letta et l'ex-président du Conseil socialiste Bettino Craxi.

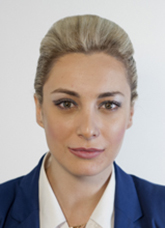
Marta Fascina, qui partage la vie de Silvio Berlusconi de 2020 à la mort de celui-ci.

« Excédée par [le] comportement » de Silvio Berlusconi et par ses relations présumées avec des femmes plus jeunes que lui, Veronica Berlusconi annonce, en mai 2009, qu'elle demande le divorce. En mai 2010, le tribunal de Milan ordonne à Silvio Berlusconi de verser à son ancienne épouse une pension de 300 000 € par mois,. Le 28 décembre 2012, le tribunal de Milan rend un nouveau jugement : Veronica Lario touche finalement trois millions d'euros de pension mensuelle. Le divorce du couple est prononcé le 18 février 2014.
En décembre 2012, Silvio Berlusconi s'affiche au bras de Francesca Pascale, une jeune militante de son parti, qu'il présente officiellement comme sa fiancée. En mars 2020, après 12 ans de vie commune, la rupture de leur relation est annoncée. Silvio Berlusconi est ensuite en couple avec un mannequin et jeune députée de son parti, Marta Fascina, âgée de 30 ans.
Il possède la villa San Martino à Arcore, près de Milan, et la luxueuse villa Certosa, à Porto Rotondo (Sardaigne), où il accueille plusieurs hommes d'État, dont Vladimir Poutine et Tony Blair.

### Activités culturelles et mécénat

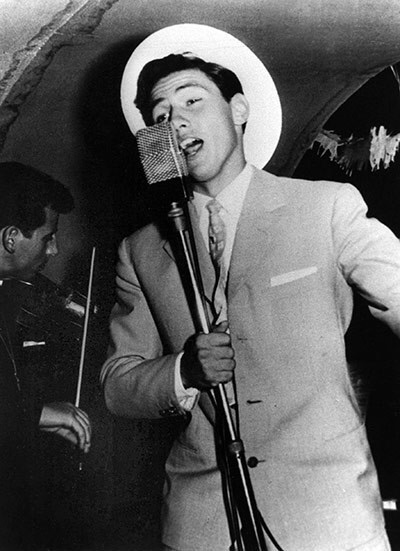
Silvio Berlusconi dans les années 1950.

Amateur de musique légère, il apprécie particulièrement les chansons françaises. Avec son ami Fedele Confalonieri, il est dans sa jeunesse animateur et chanteur à bord des paquebots de croisière de la compagnie Costa Croisières (Fedele Confalonieri jouait du piano et Silvio Berlusconi chantait et jouait de la guitare et de la contrebasse).
Passionné par les antiquités, il collectionne des tableaux et œuvres d'art (Le Tintoret, Canaletto, Cascella, Briante). Il s'intéresse également à la botanique.
Son intérêt pour les livres le conduit, alors qu'il est devenu le principal éditeur italien, à s'occuper personnellement de l'édition de nombreux ouvrages.

### Carrière dans le monde des affaires
C'est en 1961 que Silvio Berlusconi entame sa carrière d'entrepreneur dans le domaine du bâtiment et comme promoteur, associé avec Pietro Canali, au sein de la société « Cantieri Riuniti Milanesi Spa ». Fondateur de l'entreprise Edilnord en 1963 puis d'Edilnord 2 en 1968, il lance à Brugherio la construction d'un complexe résidentiel de 18 immeubles, pouvant accueillir 4 000 personnes. À partir de la fin des années 1960, il fait construire les quartiers résidentiels Milano 2 et Milano 3.
En 1974, il inaugure « Telemilano », la télévision câblée de Milano 2, qui très rapidement diffuse ses émissions dans toute la Lombardie. En 1978, Silvio Berlusconi fonde la holding Fininvest, qui deviendra le deuxième groupe privé italien après Fiat en contrôlant trois chaînes de télévision (groupe privé Mediaset), le plus grand éditeur italien (Mondadori), un groupe de services financiers (banque de détail, assurances) et la plus importante régie publicitaire italienne, présente dans le cinéma (Medusa) et la vidéo.
Il est fait « chevalier de l'ordre du Mérite du travail » en 1977, ce qui lui vaudra son surnom d'il Cavaliere, titre dont il s'auto-suspend le 20 mars 2014, avant que l'Ordre n'examine sa radiation.
L'année suivante, en janvier 1978, il adhère à la loge maçonnique secrète Propaganda Due (P2), qui réunit d’anciens ministres, des hommes d’affaires, et des officiers des services secrets au nom de la lutte anticommuniste et prévoit l'instauration d'un régime autoritaire en Italie,. Par la suite, il a été condamné pour parjure pour avoir nié son appartenance à cette organisation puis il a bénéficié d'une prescription juridique.
Sa carrière dans les affaires est favorisée par sa proximité avec le pouvoir politique, en particulier avec les membres de P2 et avec Bettino Craxi, homme fort de Milan et futur président du Conseil, dont il est un proche depuis le milieu des années 1970.
En 1979, il devient l’actionnaire majoritaire du quotidien Il Giornale. En 1980, il lance Canale 5, la première chaîne de télévision privée à l’échelle nationale, puis rachète les chaînes Italia 1 au groupe Rusconi (1982) et Rete 4 au groupe Mondadori (1984). Aussitôt après, il s'élargit en Europe : il lance La Cinq en France (1986), puis Telefünf en Allemagne (1987) et Telecinco en Espagne (1989).
Silvio Berlusconi achète le Milan AC, club de football en difficultés, en 1986. S'occupant personnellement de celui-ci, toujours proche des divers entraîneurs (Sacchi, Capello, Ancelotti) et des joueurs (en particulier Paolo Maldini, Andriy Chevtchenko, Kaká, Ronaldinho), il parvient à redresser et moderniser le club, qui connaît ainsi de nombreux succès, dont cinq coupes d'Europe (et trois autres fois en finale). Il se servira de cette réussite pour sa carrière politique. En 2016, il décide finalement de vendre le Milan AC après avoir passé 30 ans à sa tête. En 2018, sa société Fininvest acquiert la majorité des parts du club de football Società Sportiva Monza 1912, qui évolue en troisième division du championnat italien.
Dans le secteur des assurances et des produits financiers, Berlusconi possède les sociétés Mediolanum et Programma Italia. En 1990, il entre également chez l’éditeur Mondadori avec la complicité d’un magistrat corrompu, devenant le principal éditeur italien de livres et de périodiques, et contrôle plus de 80 % du capital du quotidien Il Giornale. Avec la Medusa et Cinema 5, il devient également le premier producteur et distributeur de cinéma italien.
En 2007, la part majoritaire (75 %) du groupe de production télévisuelle Endemol, détenue par Telefónica, est vendue à un consortium composé de Mediaset, le groupe de Silvio Berlusconi et Goldman Sachs, pour un montant de 2,629 milliards d'euros.
Il vend en 2017 son club, le Milan AC, devenu très déficitaire. Il se rapproche du Français Vincent Bolloré, propriétaire de divers médias en France, pour nouer une alliance, mais les rapports entre les deux milliardaires se dégradent, conduisant même à un conflit judiciaire entre eux, Vincent Bolloré contestant les lois italiennes créées sur mesure pour l'ancien président du Conseil.
Dans sa liste des milliardaires du monde en 2004, le magazine Forbes le cite comme étant la personne la plus riche d'Italie, avec un patrimoine estimé à 12 milliards de dollars américains. En 2012, Forbes le classe sixième homme le plus riche d'Italie et le 169e plus riche au monde, avec des actifs estimés à 5,9 milliards de dollars. Le magazine évalue ensuite sa fortune à 6,2 milliards de dollars en 2016 et à 7,9 milliards en 2018,. À sa mort, sa fortune est estimée à 6,9 milliards de dollars.

### Parcours politique

#### Opération Mains propres et lancement de Forza Italia

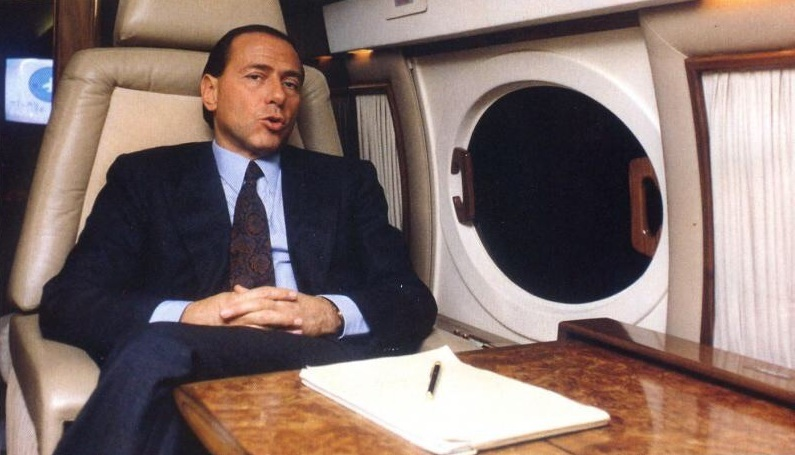
Silvio Berlusconi dans les années 1980.

Silvio Berlusconi se définit comme anticommuniste depuis qu'il affirme avoir été, à l'âge de 11 ans, « agressé par des activistes communistes qui voulaient l'empêcher de coller des affiches ». Il est par la suite un proche du socialiste Bettino Craxi, parrain de sa fille Barbara et témoin de son mariage avec Veronica Lario, qui participe à son ascension au sein du monde audiovisuel.
Berlusconi entre pour la première fois dans le débat politique italien en apportant son soutien au candidat du MSI (extrême droite) à la mairie de Rome, Gianfranco Fini, en 1993.
Le 18 janvier 1994, quatre jours après la dissolution du Parlement décidée par le président de la République, Oscar Luigi Scalfaro, il annonce la création d'un nouveau parti politique de centre droit, Forza Italia (« Allez l'Italie »), dans lequel il investit 22 milliards de lires. À cette occasion, il se pose en défenseur de la liberté, de la famille – « noyau principal de la société » –, de la tradition chrétienne et du travail.
Il organise son parti politique sur le modèle d'une entreprise et recrute comme cadres de Forza Italia des dirigeants de la Fininvest, ses avocats et des employés de ses chaînes de télévision, des personnes d’autant plus fidèles qu’elles sont salariées. Il mise sur son image d'entrepreneur à succès et les victoires de son club de football le Milan AC comme gages de son efficacité. La puissance de son empire médiatique, qui lui permet de contrôler la communication, et sa fortune, qui l’autorise à faire la campagne la plus fastueuse, lui permettent de s'imposer comme le nouveau chef de file de la droite.

Logo de Forza Italia.

Dans une déclaration télévisée, le 26 janvier suivant, Berlusconi déclare son intention de briguer la présidence du Conseil : « J'ai choisi de descendre sur le terrain et de m'occuper de la chose publique. […] Je ne veux pas vivre dans un pays non libéral, gouverné par des forces immatures et des hommes liés à un passé politiquement et économiquement désastreux. » Deux mois avant les élections parlementaires anticipées, alors que l'opération Mains propres a éliminé du paysage politique la Démocratie chrétienne et le Parti socialiste italien, la coalition de centre gauche formée autour du Parti démocrate de la gauche est la grande favorite du scrutin.
Lors de sa campagne, durant laquelle il fait réaliser plusieurs sondages pour déterminer ses grands axes, Silvio Berlusconi promet de lutter activement contre la criminalité organisée, l'endettement de l'État et le chômage, qui touche plus de 11 % des actifs italiens. Il mise aussi sur sa réussite professionnelle, qu'il estime ne devoir qu'à lui, et mobilise ses trois chaînes de télévision, sa régie publicitaire et son groupe éditorial pour sa campagne électorale. Dans le même temps, il parvient à rallier le parti régionaliste la Ligue du Nord d'Umberto Bossi au sein du Pôle des libertés (circonscriptions du Nord et du Centre de l'Italie), l'Alliance nationale de Gianfranco Fini dans le Pôle du bon gouvernement (circonscriptions du Sud et du Centre) et le Centre chrétien-démocrate.
Au cours de ses grands meetings auxquels participent beaucoup de citoyens de toutes classes sociales, l'homme d'affaires promet « une Italie propre ». Il déclare, entre autres, à Milan, lors du lancement de sa campagne, qu'il représente « l'Italie des travailleurs, et pas des baratineurs, l'Italie qui produit et pas celle qui gaspille, l'Italie qui épargne et non celle qui vole, l'Italie des gens comme il faut et non plus celle des vieux partis ». Alors que sa candidature suscite le scepticisme de ses adversaires, Silvio Berlusconi connaît une soudaine hausse de popularité, arrivant en tête des sondages quant aux personnalités que les Italiens souhaitent voir s'installer à la présidence du Conseil. Sorti vainqueur d'un duel qui l'opposait au candidat de la gauche Achille Occhetto, il s'attaque aux communistes et promet un « nouveau miracle économique ».
Les 27 et 28 mars 1994, massivement soutenu par les classes moyennes (artisans, commerçants, petits chefs d'entreprise), le Pôle des libertés remporte la majorité absolue à la Chambre des députés (366 sièges sur 630) et la manque de peu au Sénat (156 sièges sur 315). Deux mois après sa fondation, Forza Italia s'impose comme la première force politique du pays.

#### Premier mandat à la présidence du Conseil des ministres
À 57 ans, Silvio Berlusconi, élu député, est le chef de la nouvelle majorité. Peu après sa victoire aux élections, soucieux de rompre avec les méthodes de l'ancienne classe politique, il refuse à l'opposition la présidence d'une des deux chambres, comme il était d'usage jusqu'alors : le 16 avril 1994, la jeune militante catholique de la Ligue du Nord Irene Pivetti est élue présidente de la Chambre des députés, tandis que l'économiste Carlo Scognamiglio se voit confier le perchoir du Sénat de la République, avec une seule voix d'avance sur Giovanni Spadolini.

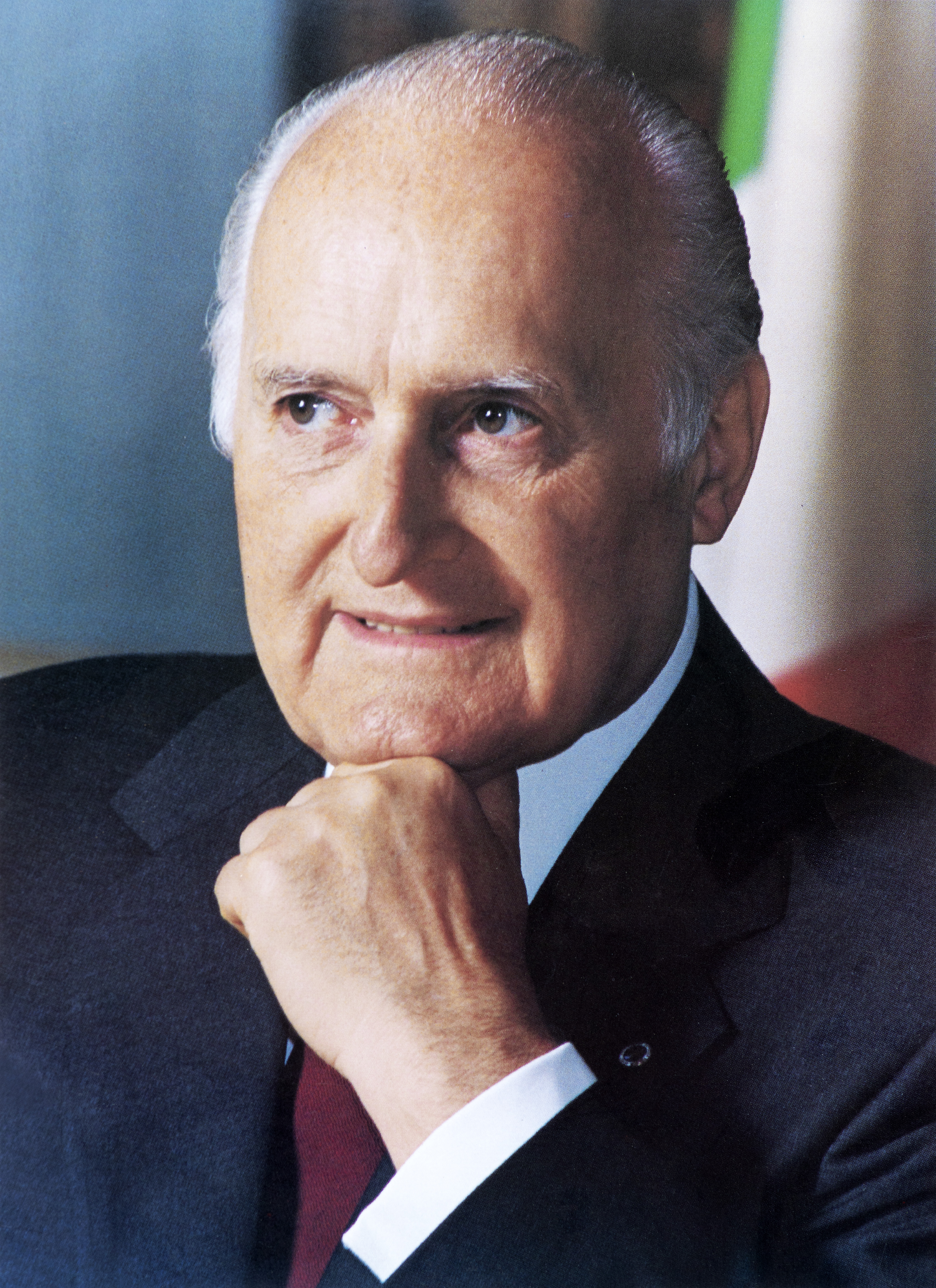
Malgré ses réticences, Oscar Luigi Scalfaro finit par charger Silvio Berlusconi de former un gouvernement.

Le 28 avril 1994, Silvio Berlusconi est chargé par le chef de l'État, Oscar Luigi Scalfaro, de former le nouveau gouvernement. Au terme de onze jours de négociations, la composition du cabinet Berlusconi est dévoilée : sur 25 ministères, Forza Italia se voit attribuer neuf portefeuilles, l'Alliance nationale et la Ligue du Nord en obtiennent cinq chacune, le Centre chrétien-démocrate et l'Union du Centre deux, tandis que deux portefeuilles sont confiés à des personnalités indépendantes. Le chef de la Ligue du Nord, Umberto Bossi, obtient la nomination de Roberto Maroni, numéro deux du parti régionaliste, au poste de vice-président du Conseil et ministre de l'Intérieur, après le refus du très populaire juge de l'opération Mains propres, Antonio Di Pietro. À la suite des réticences du président de la République à nommer Cesare Previti au ministère de la Justice, le nouveau président du Conseil se résout à proposer le poste au centriste Alfredo Biondi. Le gouvernement, après avoir obtenu une voix de majorité au Sénat, est investi par la Chambre des députés par 366 voix contre 245. Au niveau international, la présence de ministres néofascistes et eurosceptiques trouble et inquiète plusieurs dirigeants, parmi lesquels François Mitterrand.
Les premières élections que doit affronter la nouvelle majorité sont un succès. Le 12 juin 1994, le Pôle des libertés - Pôle du bon gouvernement obtient près de 50 % des suffrages aux élections européennes, alors que le Parti démocrate de la gauche recueille 19,1 %. Forza Italia, avec 30,6 % des voix, conforte sa prépondérance dans le paysage politique italien.

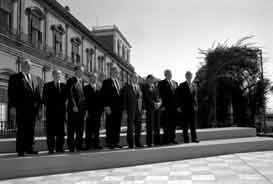
Silvio Berlusconi parmi les dirigeants du G7 à Naples, en 1994.

Le ministre de la Justice, Alfredo Biondi, provoque la première polémique à laquelle doit faire face le gouvernement en présentant un décret qui limite la possibilité d'arrêter les inculpés pour corruption ou concussion, sauf en cas de risque de fuite. À son retour du G7 de Naples où sa première prestation internationale a été saluée, Silvio Berlusconi le fait adopter en Conseil des ministres. Mais devant l'opposition farouche de la gauche et de la magistrature, le texte est retiré le 19 juillet 1994.
Dès lors, les tensions se multiplient entre les pouvoirs exécutif et judiciaire. Le 22 novembre 1994, le président du Conseil, qui préside le sommet mondial de l'ONU contre la criminalité organisée, reçoit un avis d'ouverture d'enquête. Celui-ci nie les accusations de corruption et, fait unique pour un chef de gouvernement en exercice, est entendu le 13 décembre, au palais de justice de Milan, pour le versement de 330 millions de lires à la brigade financière.
Au sein de la majorité, les points de désaccord entre les différentes composantes sont chaque jour plus nombreux, comme sur les privatisations, alors que la situation économique et sociale ne s'améliore pas, notamment au niveau de la bourse et du cours de la lire. Silvio Berlusconi annonce alors un plan de rigueur de 50 000 milliards de lires, qui prévoit en particulier une réforme du système de retraites et dans le même temps, des allègements fiscaux pour les entreprises réinvestissant leurs bénéfices et les artisans.
Le départ d'Umberto Bossi, qui redoute de voir une partie de l'électorat de la Ligue du Nord passer dans le camp de Forza Italia, rend Berlusconi minoritaire au Parlement. De fait, Berlusconi se rend au palais du Quirinal remettre sa démission le 22 décembre 1994 au président Scalfaro, et quitte officiellement ses fonctions le 17 janvier 1995. Lors de son départ du palais Chigi, malgré une reprise de la croissance économique, le chômage dépasse encore les 12 % et la pression fiscale reste à un niveau élevé.
Un gouvernement « technique » est formé par son ancien ministre du Trésor, Lamberto Dini, auquel il n'apporte pas son soutien. Contrairement aux espérances de Berlusconi, dont la popularité reste forte, le chef de l'État s'oppose à la convocation d'élections anticipées. Silvio Berlusconi dénoncera le comportement hostile d'Umberto Bossi, qu'il accuse d'avoir « mis à dure épreuve » sa patience et celle de tout son gouvernement. Par la suite, en raison du rapprochement avec la Ligue du Nord lors des élections de 2001, il vilipendera la magistrature et le président Scalfaro, qui auraient incité Bossi à retirer son soutien à l'exécutif.

#### Chef de l'opposition aux gouvernements de centre gauche
Après avoir envisagé l'arrêt de sa carrière politique, Silvio Berlusconi se ravise : « Je vais en décevoir quelques-uns, mais je n'abandonne pas la politique », déclare-t-il peu après sa démission de la présidence du Conseil. Le 23 avril 1995, lors d'élections régionales marquées par un fort taux d'abstention, le centre droit est devancé par la coalition de centre gauche, qui s'empare de neuf présidences de régions sur les quinze renouvelables. En juin de la même année, des référendums visant à interdire à une personne privée de posséder plus d'une chaîne nationale et à limiter les coupures pubs sont soumis à la population, qui les rejette : menacé, l'empire médiatique de Berlusconi est finalement sauvé.

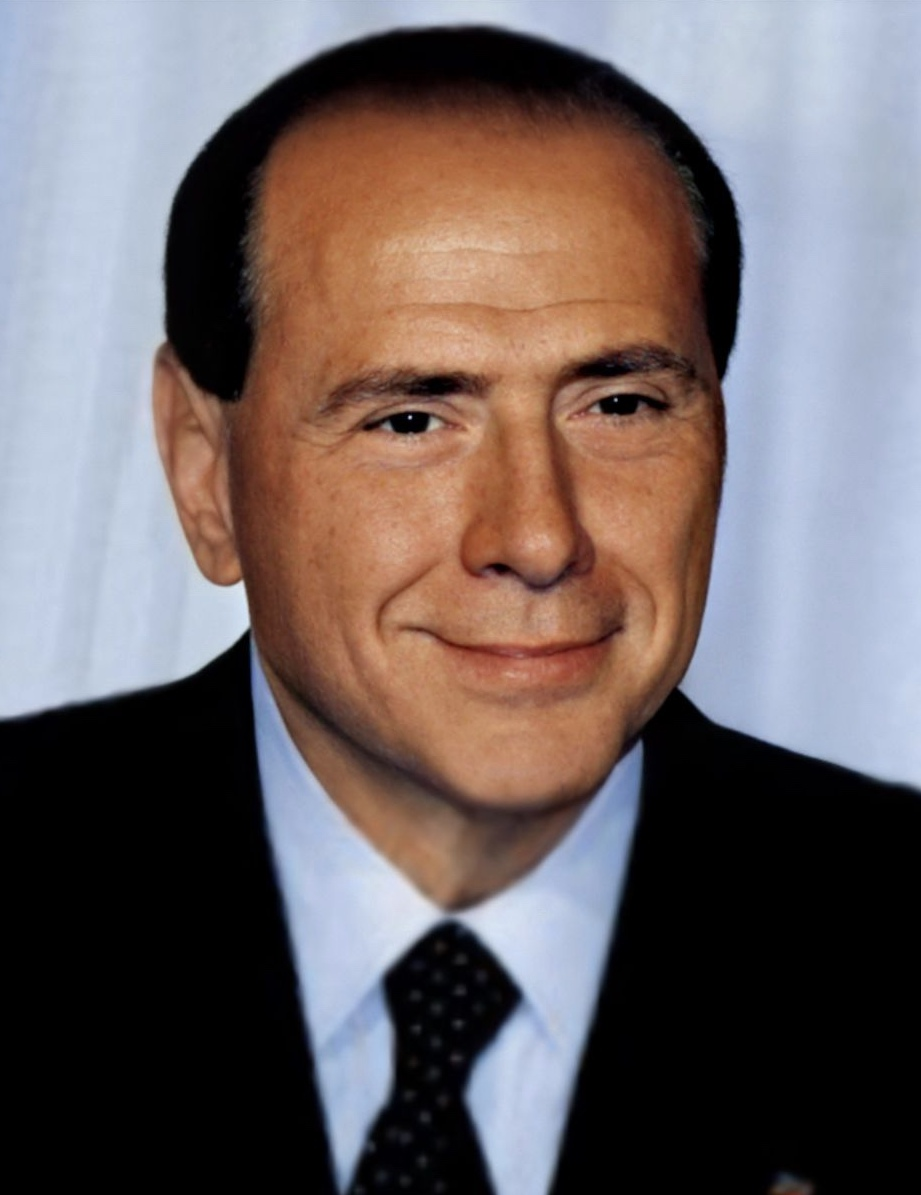
Silvio Berlusconi en 1996.

À la suite de l'échec de la constitution d'un gouvernement d'union nationale destiné à réformer les institutions, Oscar Luigi Scalfaro dissout le Parlement le 16 janvier 1996. Silvio Berlusconi repart en campagne à la tête d'une coalition agitée, le Pôle pour les libertés, qui n'inclut pas la Ligue du Nord. Face à L'Olivier, qui réunit les différentes formations de centre gauche sous la houlette de Romano Prodi, son programme ne constitue plus une nouveauté. Lors des élections parlementaires du 21 avril 1996, L'Olivier devance le centre droit : bien que majoritaire en nombre de voix, celui-ci perd 120 sièges à la Chambre des députés et 39 au Sénat par rapport au scrutin de 1994. Revenant sur sa promesse de quitter la vie politique en cas d'échec, Silvio Berlusconi indique qu'il sera « le chef de l'opposition, la sentinelle de la liberté ».
Le soutien du Parti de la refondation communiste se révèle indispensable à la formation du cabinet Romano Prodi. Celui-ci prête serment le 18 mai 1996, en faisant de l'Europe sa priorité. Il conduit une politique de rigueur, critiquée par l'opposition et quelques communistes, dans le but de réintégrer la lire italienne dans le système monétaire européen. Les élections municipales partielles de 1997 sont un cinglant échec pour la droite, largement défaite à Rome, Venise ou encore Naples. Qualifié par le président du Conseil de « candidat le plus facile à battre », Silvio Berlusconi, affaibli physiquement par un cancer de la prostate, est tenu pour principal responsable de cette déroute.
Malgré la réduction des déficits publics, le gouvernement Prodi est renversé d'une voix par la Chambre des députés, le 9 octobre 1998, à la suite d'une motion de défiance votée par des communistes. Refusant des élections parlementaires anticipées de peur que Silvio Berlusconi ne revienne au pouvoir, l'ex-communiste et secrétaire des Démocrates de gauche, Massimo D'Alema, forme un nouveau cabinet avec l'appui de huit partis politiques, dont l'UDR de l'ancien président démocrate-chrétien Francesco Cossiga. Mais la majorité, vite confrontée à des dissensions internes (sur l'autorisation d'asile au dirigeant kurde Abdullah Öcalan ou à propos de l'engagement au Kosovo), part divisée aux élections européennes de 1999, où Forza Italia (25,17 % des voix) supplante nettement les Démocrates de gauche (17,34 %). Silvio Berlusconi, fraîchement élu député européen, réclame alors la démission du président du Conseil, qui procède seulement à un mini-remaniement du gouvernement, comptant pas moins de 66 secrétaires d'État pour satisfaire ses différents alliés.
Lors des élections régionales de l'année suivante, alors que le temps de parole des personnalités politiques à la télévision est désormais limité, le chef de Forza Italia lance une gigantesque campagne d'affichages. Le 16 avril 2000, la Maison des libertés (Casa delle libertà), coalition qui succède au Pôle pour les libertés et dans laquelle figure la Ligue du Nord, remporte huit des quinze régions à statut normal, parmi les plus peuplées et les plus prospères d'Italie. Avec 50,8 % des suffrages exprimés contre 45,1 % à la majorité au niveau national, l'opposition ravit notamment la présidence du Latium en la personne de Francesco Storace (AN). En conséquence, Massimo D'Alema remet sa démission au président de la République, qui charge Giuliano Amato de former un nouveau cabinet, composé « en bonne partie de la classe dirigeante craxienne », selon l'ancien juge et député IdV Antonio Di Pietro.
Malgré ses démêlés judiciaires et la contestation de son leadership au sein de la droite, Silvio Berlusconi parvient à s'affirmer comme le véritable chef de l'opposition. La décision du président du Conseil Massimo D'Alema de dialoguer directement avec lui, en l'associant par exemple à la réforme des institutions, lui permet d'acquérir une légitimé d'homme d'État qu'il n'avait pas auparavant. Dans cette optique et dans une approche atlantiste, il soutient l'intervention de l'OTAN au Kosovo, l'élection de Romano Prodi à la présidence de la Commission européenne et celle de l'économiste Carlo Azeglio Ciampi à la présidence de la République, avec l'espoir de ne pas être en conflit avec celui-ci dans l'hypothèse d'un retour à la présidence du Conseil. De plus, à partir de la fin de l'année 1999, Berlusconi remporte plusieurs batailles judiciaires, bien que d'autres affaires attendent encore d'être jugées. À l'approche de la campagne électorale de 2001, il se pose en victime et dénonce l'acharnement des « juges communistes ».
En vue des élections parlementaires de 2001, Silvio Berlusconi tire les leçons de son échec à la tête du gouvernement quelques années plus tôt, en favorisant par exemple l'implantation locale de son parti Forza Italia, qui compte plus de 300 000 adhérents. Il renoue aussi avec la Ligue du Nord, autour d'un programme prévoyant la mise en œuvre du fédéralisme et une lutte accrue contre l'immigration. Dans le même temps, la majorité sortante, qui n'a pas réussi à maintenir la stabilité politique (quatre cabinets en cinq ans, une cinquantaine de groupes parlementaires constitués lors de la XIIIe législature, une centaine de parlementaires qui ont changé de camp), à redéfinir les rapports entre pouvoirs exécutif et judiciaire ou encore à lutter activement contre l'immigration, est divisée entre ses différents responsables : Romano Prodi, Massimo D'Alema, Walter Veltroni.
Six mois après la nomination de Giuliano Amato à la présidence du Conseil, c'est le maire de Rome, Francesco Rutelli, qui est choisi pour conduire L'Olivier aux élections parlementaires de mai 2001. Jeune et télégénique, il ne parvient cependant pas à faire oublier les divisions de son camp : ainsi, certains dirigeants de la majorité dénoncent un manque de projet et d'équipe, et la Sicile passe à droite à la suite de la défection de plusieurs conseillers régionaux de gauche. De son côté, Silvio Berlusconi s'adresse aux couches populaires et s'engage à être un « président du Conseil ouvrier », mettant tout en œuvre pour « faire sortir de leurs conditions actuelles » les sept millions de pauvres, augmentant les pensions de retraite et négociant avec les syndicats. Il prône la tolérance zéro en matière de sécurité et promet de relancer la croissance du pays via le lancement de grands travaux. Violemment vilipendé par ses adversaires qui mettent en garde contre une « droite arrogante et dangereuse » et envisagent l'hypothèse d'une sortie de l'Europe si Berlusconi revenait au pouvoir, Silvio Berlusconi, qui cherche à séduire les modérés, ne suscite néanmoins plus autant de craintes que par le passé.
Le 13 mai 2001, la Maison des libertés, qui regroupe Forza Italia, l'Alliance nationale, la Ligue du Nord, le Centre chrétien-démocrate, les Chrétiens démocrates unis et le Nouveau PSI, obtient 368 élus à la Chambre des députés et 176 au Sénat, contre respectivement 246 et 127 pour L'Olivier. Souhaitant faire montre d'une certaine ouverture, Berlusconi, chef de la nouvelle majorité parlementaire, accepte de soutenir la candidature d'un centriste, Pier Ferdinando Casini, à la présidence de la Chambre des députés.

#### Deuxième et troisième mandats à la présidence du Conseil

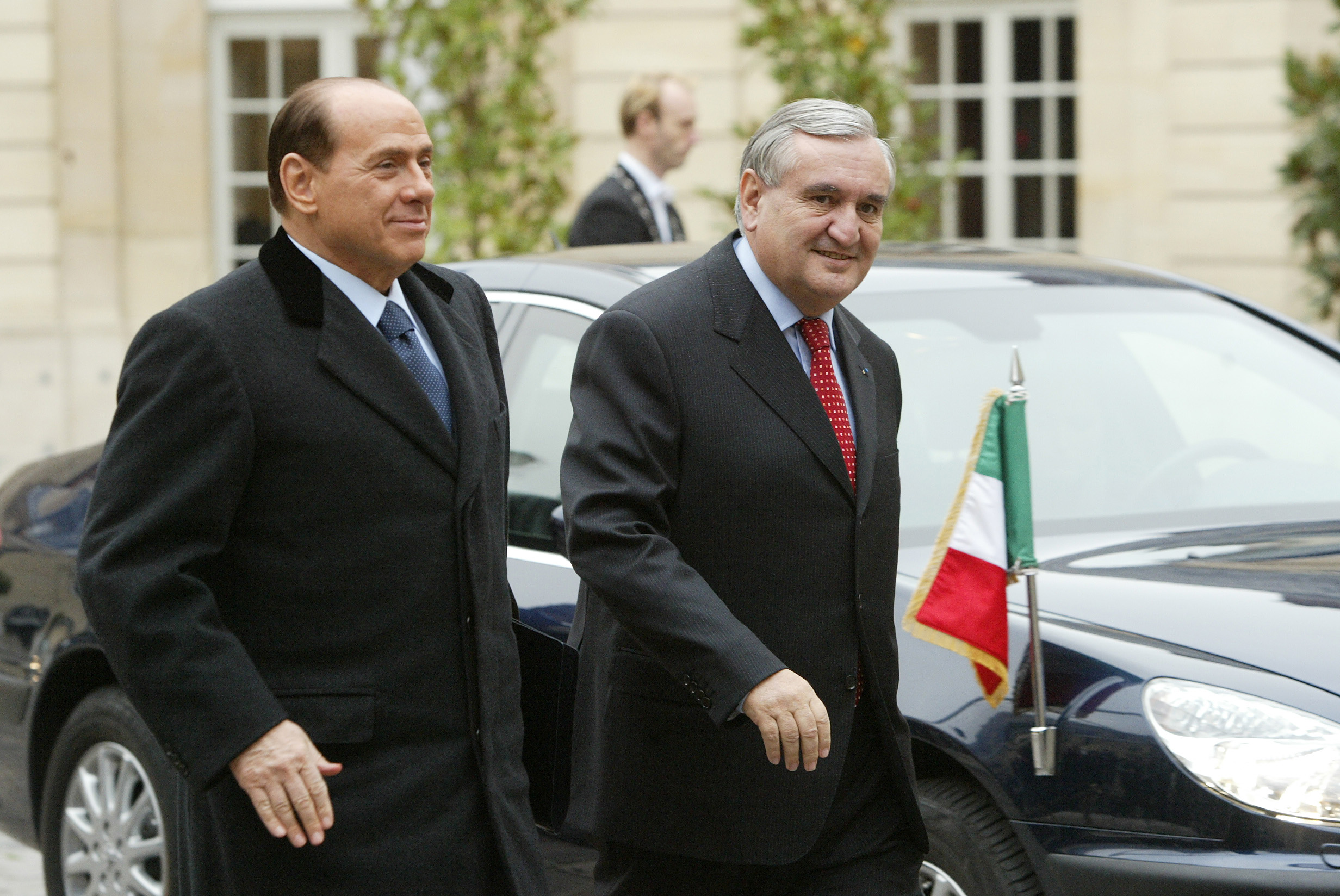
Silvio Berlusconi et son homologue français Jean-Pierre Raffarin dans la cour de l'hôtel Matignon à Paris, le 4 décembre 2003.

Silvio Berlusconi retrouve les fonctions de président du Conseil le 11 juin 2001, en prêtant serment devant le président de la République Carlo Azeglio Ciampi, qui l'a chargé quelques jours plus tôt de former le nouveau gouvernement. Il abandonne alors son mandat de député européen, qu'il occupe depuis 1999.
Il provoque un tollé dans le monde musulman en affirmant en septembre 2001 que l'Occident « devrait être conscient de la supériorité de [sa] civilisation » et en ajoutant que « le respect des droits de l'homme et de la religion n'existe certainement pas dans les pays islamiques ».
Avec d'autres dirigeants politiques proches des États-Unis, il est signataire, en 2003, de la « Lettre des huit », qui soutient l'invasion de l'Irak par les États-Unis en raison du fait que « le régime irakien et ses armes de destruction massive représentent une menace pour la sécurité mondiale ».
En septembre 2004, lors d'un entretien avec la presse britannique, il assure que « Mussolini n'a jamais tué personne », qu'il « a envoyé des gens en vacances en exil (intérieur) », puis répond « oui » à la question de savoir s'il pense que le dictateur fasciste était « inoffensif ».
Le deuxième gouvernement Berlusconi se poursuit jusqu'au 23 avril 2005, ce qui en fait le plus long gouvernement italien de l'après-guerre, et ce malgré des crises mineures et constantes : pas moins de 19 modifications auront lieu dans la composition du gouvernement, avec des changements relatifs à des postes-clés (comme ceux des Affaires étrangères, de l'Économie, de la vice-présidence du Conseil, de l'Intérieur ou encore des Réformes). À la suite de déclarations eurosceptiques répétées au sein du gouvernement, le ministre des Affaires étrangères, Renato Ruggiero démissionne le 5 janvier 2002, et Silvio Berlusconi en assure personnellement l'intérim jusqu'au 14 novembre suivant, en sa qualité de chef du gouvernement.

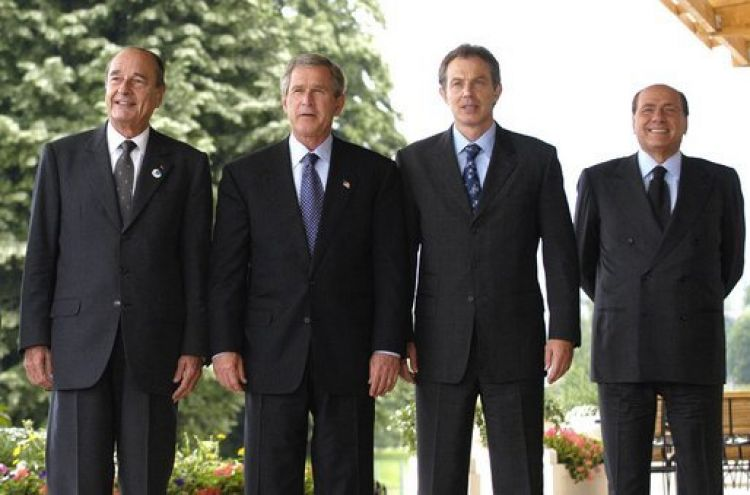
Silvio Berlusconi aux côtés de George W. Bush, de Tony Blair et de Jacques Chirac lors du sommet du G8 à Évian, en France, le 2 juin 2003.

Il préside le Conseil européen au second semestre de l'année 2003.
Les élections européennes de 2004 sont analysées comme étant un relatif échec pour la majorité de centre droit, qui partait désunie, puisque L'Olivier arrive en tête avec 31,08 % des voix. Le 3 juillet 2004, le ministre de l'Économie et des Finances, Giulio Tremonti est contraint de démissionner par l'Alliance nationale. Après un nouvel intérim confié à Berlusconi, c'est un ministre technicien, Domenico Siniscalco, qui le remplace.

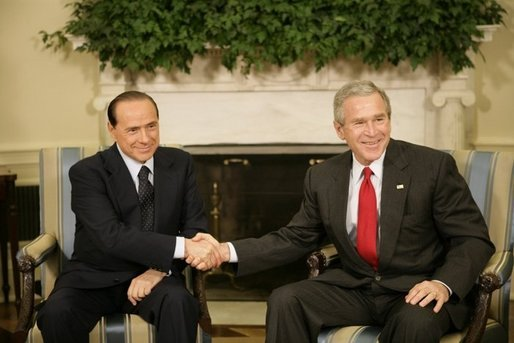
Silvio Berlusconi serrant la main du président américain George W. Bush à la Maison-Blanche, à Washington, le 31 octobre 2005.

Lors des élections régionales des 3 et 4 avril 2005, la Maison des libertés ne conserve que deux régions (la Lombardie et la Vénétie), alors que l'opposition de centre gauche en remporte 12. Une dizaine de jours plus tard, la direction de l'Union des démocrates chrétiens et du centre demande à ses ministres de quitter le gouvernement et réclame un gouvernement Berlusconi « bis » ; le Nouveau PSI fait de même. Après s'être adressé au Parlement le 20 avril, Silvio Berlusconi remet sa démission au président de la République Carlo Azeglio Ciampi, qui le charge deux jours plus tard de constituer un nouveau gouvernement, faute de quoi il convoquera des élections parlementaires anticipées. Le 23 avril 2005 est formé le gouvernement Berlusconi III, qui comprend 25 ministres, 9 sous-ministres et 63 secrétaires et ne présente pas beaucoup de changements, sinon l'arrivée de Giulio Tremonti à la place de Marco Follini au poste de vice-président du Conseil et la création d'un nouveau ministère, sans portefeuille, pour le Développement du Mezzogiorno.Au moment des élections parlementaires de 2006, Silvio Berlusconi est le président du Conseil dont le mandat est le plus long de toute l'histoire de la République italienne (4 ans, 11 mois et 6 jours).

#### Opposant au gouvernement de centre gauche dirigé par Prodi
Les élections parlementaires de 2006, après les cinq années de gouvernement de Berlusconi, opposent le président du Conseil sortant à la tête de la coalition de « La Maison des Libertés », de droite, et l'Unione, coalition allant des catholiques du centre gauche aux communistes du PRC (Partito della Rifondazione Comunista), conduite par Romano Prodi, que toute la gauche avait choisi, au cours de « primaires » qui avaient rassemblé plusieurs millions de personnes.
La campagne commence d'une manière conventionnelle. Mais les sondages montrant un retard grandissant pour Berlusconi, celui-ci change sa méthode pour revenir aux pratiques jugées plus agressives de la Commedia dell'arte. L'artiste Nanni Moretti affirme alors que c'est une « campagne très agressive », et que le déséquilibre de temps de parole est assimilable à « un coureur qu'on laisserait partir avec 800 m d'avance dans une course d'un kilomètre ». Face à il Professore, réputé austère et discret, le chef du gouvernement sortant, qualifié de populiste par la presse de gauche, agite la peur des communistes et va jusqu'à traiter de « couillons » ceux qui voteraient pour la gauche ; plusieurs partisans de la gauche s'amusèrent par la suite à utiliser comme slogan de rassemblement « Je suis un couillon ». À la dernière minute d'un débat télévisé, il propose la suppression totale de la taxe d'habitation. Romano Prodi dénonce le bilan économique de Berlusconi et son amoralité politique. Une autre explication, avancée le soir des élections par Fausto Bertinotti était une prétendue « hégémonie culturelle » de la gauche qui a incité des électeurs de Berlusconi à ne pas se déclarer comme tels lors des sondages.

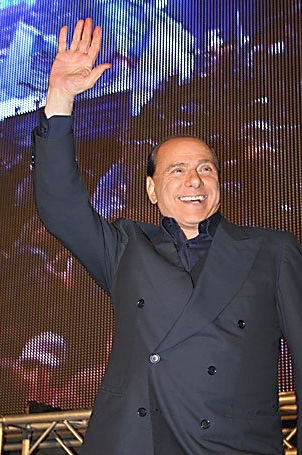
Silvio Berlusconi en 2008.

Les résultats des élections sont extrêmement serrés. Les premières estimations donnent une large victoire à Romano Prodi mais très vite l'écart se resserre et Silvio Berlusconi repasse en tête. Finalement, l'Unione remporte la Chambre des députés avec une courte avance de seulement 24 000 voix et il faut attendre les votes des Italiens de l'étranger pour lui donner la victoire au Sénat.
Mais Silvio Berlusconi refuse de reconnaître sa défaite, se lançant dans de multiples accusations de fraudes et d'irrégularités qui provoquent le recomptage de plusieurs dizaines de milliers de bulletins de vote. Après la proclamation officielle des résultats et la confirmation de la victoire de Prodi, il annonce qu'il se lancera dans une opposition très ferme et qu'il fera tout pour empêcher le centre gauche de gouverner.
Au mois de mai suivant, le président de la République Carlo Azeglio Ciampi prend la décision de ne pas demander le renouvellement de son mandat. La gauche et la droite ayant échoué à soutenir un candidat commun, Silvio Berlusconi désigne l'un de ses proches conseillers, Gianni Letta, comme prétendant à la magistrature suprême. Après quatre tours, c'est toutefois le sénateur à vie Giorgio Napolitano qui est élu grâce à l'appui de la gauche mais sans l'approbation de la nouvelle opposition de droite,.
Romano Prodi succède à Silvio Berlusconi en prêtant serment le 17 mai 2006, après sa nomination à la présidence du Conseil des ministres par le président Napolitano. Quand il quitte le palais Chigi, Silvio Berlusconi affirme aux journalistes qui l'accompagnent qu'il prépare déjà l'opposition au nouveau gouvernement.
Le 26 novembre 2006, l'ancien président du Conseil est pris d'un malaise cardiaque en plein discours à la tribune d'une salle de Toscane. Il est alors évacué vers sa propriété de Macherio. Quelques heures plus tard, il se rend dans un hôpital de Milan pour y subir des examens et y passer la nuit. Il quitte l'établissement après avoir subi plusieurs autres séries de tests dans la journée du 29 novembre. Le 18 décembre suivant, il est hospitalisé et opéré dans un hôpital américain, où il se fait poser un stimulateur cardiaque.

#### Quatrième mandat à la présidence du Conseil

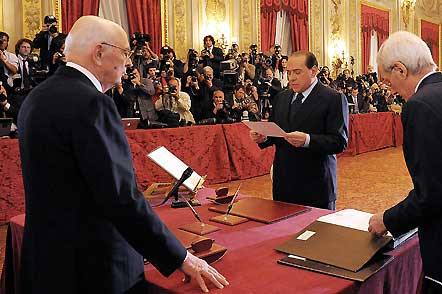
Silvio Berlusconi prêtant serment au palais du Quirinal le 8 mai 2008, devant le président Giorgio Napolitano.

Après deux années d'opposition, Silvio Berlusconi et la coalition de centre droit Le Peuple de la liberté (PdL) remportent les élections parlementaires italiennes de 2008 face à la coalition de centre gauche de Walter Veltroni. Au Sénat, la coalition menée par Silvio Berlusconi obtient la majorité absolue avec 47,3 % des suffrages contre 38,0 % pour celle dirigée par Veltroni, soit 174 sièges sur 315. À la Chambre des députés, elle obtient 46,8 % des voix contre 37,5 % pour le centre gauche, ce qui assure à Silvio Berlusconi 344 sièges sur 630. Il mène campagne sur ses thèmes habituels : lutte contre les « communistes » (bien que le Parti communiste italien ait disparu en 1991) et contre les magistrats « rouges » qui s’acharneraient sur lui, libéralisation de l’entreprise et baisse des taxes.
Par la suite, Renato Schifani, le dirigeant du groupe des sénateurs de Forza Italia, est élu président du Sénat de la République, puis l'ancien ministre des Affaires étrangères, Gianfranco Fini, proche des milieux post-fascistes, se voit confier la présidence de la Chambre des députés, grâce au soutien du Cavaliere. Celui-ci choisit de loger dans l'une de ses résidences romaines, le palais Grazioli, plutôt que dans l’appartement de fonction du chef du gouvernement au palais Chigi, où il ne passera qu’une seule nuit.

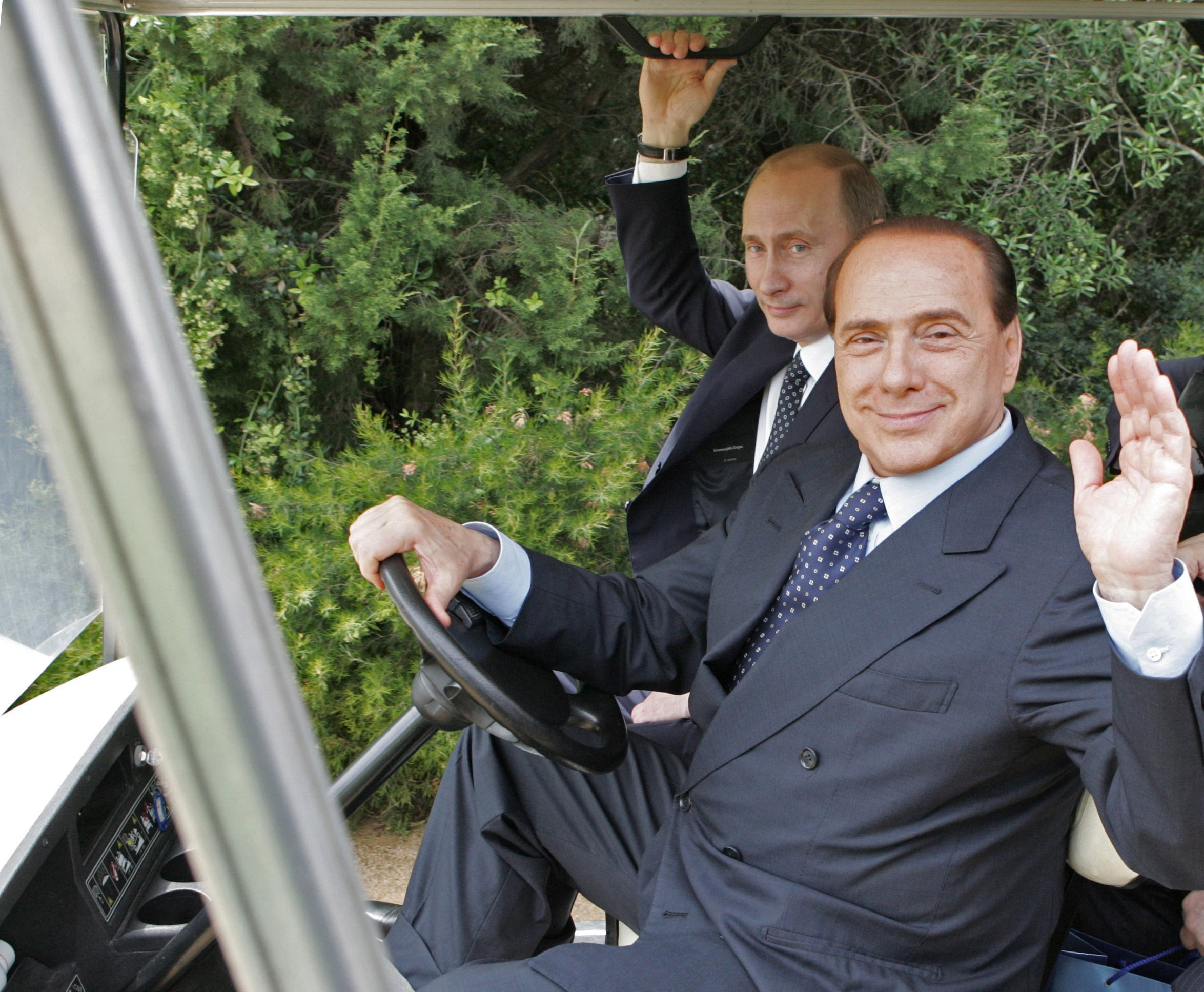
Silvio Berlusconi accueillant Vladimir Poutine dans sa villa Certosa en 2008.

Pour la troisième fois, Silvio Berlusconi devient président du Conseil italien : chargé par le président de la République, Giorgio Napolitano, de former un gouvernement le 7 mai, il prête serment devant celui-ci avec son gouvernement, au palais du Quirinal, le lendemain. Le 13 mai, Silvio Berlusconi tient son discours de politique générale, à la Chambre des députés, dans lequel il affirme qu'avec « l'aide de Dieu et d'un peu de chance », l'Italie peut se « relever ».
Un an après son retour au pouvoir, et en pleine crise économique, sa popularité atteint un niveau jusque-là inégalé. Silvio Berlusconi s'implique personnellement en faveur du relogement de milliers de victimes du tremblement de terre à L'Aquila. À cette occasion, la presse souligne qu'il reste éveillé pendant 44 heures consécutives.
Entre 90 000 et 500 000 manifestants réclament sa démission à Rome le 5 décembre 2009, lors du « No Berlusconi Day ».
Le 13 décembre 2009, sur la piazza del Duomo, Silvio Berlusconi reçoit un violent coup de statuette (réplique miniature du dôme de Milan) à la sortie d'un meeting. Le chef du gouvernement italien, apparu devant les caméras le visage en sang, souffre alors d'une fracture au nez, de deux dents cassées et d'une large coupure à la lèvre. Transféré à l'hôpital San Raffaele, où il est soigné par l'orthodontiste Nicole Minetti, il en sort quatre jours plus tard, en appelant au dialogue avec l'opposition. Cette agression est sévèrement condamnée par l'ensemble de la classe politique et, en premier lieu, par le président Giorgio Napolitano qui « condamne fermement ce grave geste d'agression ». Son agresseur, un ingénieur de 42 ans suivi pour troubles mentaux depuis des années, est déclaré inapte à être jugé en juin 2010.
L'amnistie fiscale mise en place en septembre 2009 par le gouvernement Berlusconi a permis, à la fin de l'année 2009, le rapatriement ou la régularisation de 95 milliards d'euros, et 30 milliards supplémentaires pourraient encore l'être d'ici avril 2010. Cette mesure a ainsi rapporté cinq milliards à l'État, alors que la dette publique s'établit à 115,1 % du produit intérieur brut (PIB), principalement du fait de la crise économique.
Il lui est reproché de mettre l'État au service de ses intérêts d'homme d'affaires. Son gouvernement dépénalise notamment le « faux bilan » et raccourcit les délais de prescription pour certains délits financiers dont il est accusé. Les chaînes de télévision du groupe Mediaset, qu'il possède, enregistrent des records de rentrées publicitaires. Dans le même temps, les droits de succession sont presque totalement supprimés. L’opposition calcule qu’il a édicté 21 lois dites ad personam, qui lui permettront de sortir sans dommages face à la justice.

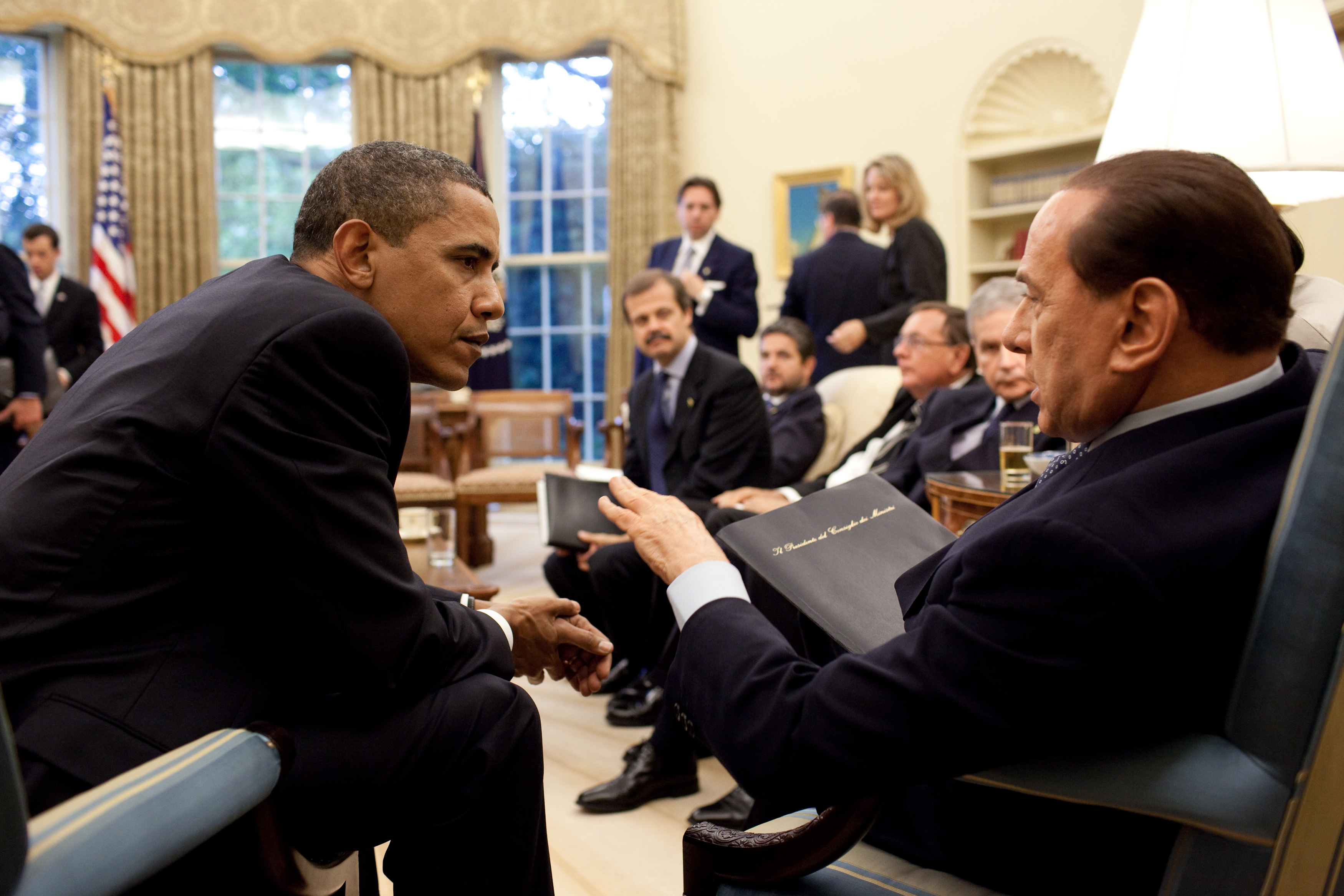
Silvio Berlusconi aux côtés du président américain Barack Obama, le 15 juin 2009.

Malgré la relative victoire de la droite aux élections régionales du printemps 2010, une crise majeure s'installe au sein du principal parti de la majorité, Le Peuple de la liberté, entre les partisans majoritaires (ceux qui proviennent de Forza Italia) et les anciens de l'Alliance nationale, qui ont pour dirigeant le président de la Chambre des députés, Gianfranco Fini. Celui-ci se fait au fil des mois de plus en plus critique vis-à-vis de l'action gouvernementale, dénonçant des prises de position trop proches de celles de la Ligue du Nord, ainsi que l'implication de ministres (obligés de démissionner) et de responsables du PdL dans différentes affaires judiciaires,.
Le 22 avril 2010, devant la direction du PdL, Gianfranco Fini accuse Silvio Berlusconi de vouloir étouffer tout débat interne et de donner trop d'influence à la Ligue du Nord dans les domaines de l'immigration et de la décentralisation. Le président du Conseil lui répond et dénonce l'attitude du président de la Chambre des députés, censé être « au-dessus des partis », ce à quoi ce dernier réplique, hors de lui : « Qu'est-ce que tu fais, tu me chasses ? ». Devant ces fortes tensions, la réunion est alors suspendue.
Le 8 juillet 2010, Silvio Berlusconi annonce que le gouvernement démissionnera si le Parlement n'approuve pas son plan d'austérité, notamment critiqué par les présidents de région, magistrats, fonctionnaires, médecins du service public. Celui-ci prévoit le gel des salaires des fonctionnaires pour trois ans, une réduction de 10 % des budgets des ministères, l'intensification de la lutte contre l'évasion fiscale et une diminution des transferts financiers aux collectivités locales, dans le but de réaliser 24,9 milliards d'euros d'économies et de ramener ainsi le déficit public à 2,7 % du PIB en 2012 (contre 5,3 % en 2009),. Parallèlement, ce plan d'austérité fixe les modalités de mise en œuvre du relèvement de l'âge légal de départ à la retraite des salariés du privé et du public, mesure votée à l'été 2009 et qui devrait permettre de réaliser 86,9 milliards d'euros d'économies d'ici à 2050, alors que le système de retraites italien, réformé en 1995 et en 2007, est déjà à l'équilibre. Deux semaines après son adoption par le Sénat et au lendemain d'un vote de confiance au gouvernement, le texte est définitivement approuvé par la Chambre des députés le 29 juillet 2010.

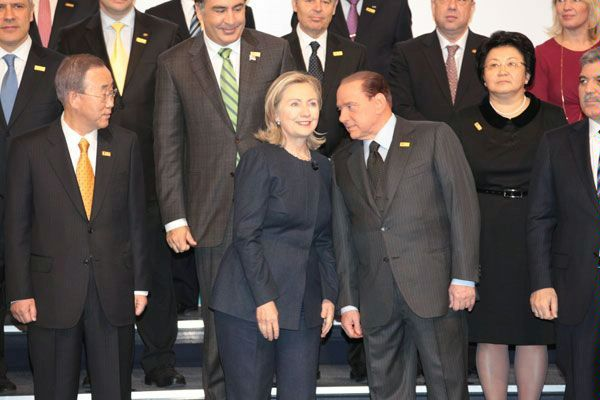
Silvio Berlusconi aux côtés de la Secrétaire d'État des États-Unis, Hillary Clinton, le 1 décembre 2010.

Ce même 29 juillet, Silvio Berlusconi défère devant la commission de discipline du Peuple de la liberté trois députés proches de Gianfranco Fini, et demande une nouvelle fois à ce dernier de quitter la présidence de la Chambre. Le président du Conseil déclare dans un document qu'il lit aux journalistes : « La confiance dans le rôle d'arbitre du président de la Chambre vient à manquer. Il n'était jamais arrivé que la troisième charge de l'État se comporte de façon politique ». Gianfranco Fini refuse d'abandonner son poste et annonce la création d'un nouveau groupe parlementaire, Futur et liberté pour l'Italie, à la Chambre des députés (34 membres) et au Sénat (10 membres), ce qui prive le PdL de la majorité absolue,. Une motion de censure, déposée par la gauche contre le sous-secrétaire d'État Giacomo Caliendo, accusé de participation à l'organisation secrète P3, est soumise au vote de la Chambre des députés, qui la repousse le 4 août 2010.
Alors que la perspective d'un scrutin avancé semble s'éloigner à la suite de l'annonce par le président du Conseil d'un vote de confiance au Parlement sur un programme en cinq points que les membres du groupe Futur et liberté pour l'Italie ont promis de voter, le dirigeant historique de la Ligue du Nord, Umberto Bossi, se prononce le 22 août 2010 pour la tenue immédiate d'élections, hypothèse qui permettrait à son parti de gagner des élus d'après les sondages, mais se rétracte trois jours plus tard, à l'issue d'une rencontre avec Berlusconi. Le 4 septembre suivant, Silvio Berlusconi donne un gage aux partisans de Gianfranco Fini en annonçant le retrait de ses projets prioritaires d'une réforme de la justice lors du vote de la question de confiance à son gouvernement. La Chambre des députés vote la confiance au gouvernement Berlusconi le 29 septembre 2010 par 342 voix contre 275, les « finiens » ayant voté pour ; le Sénat fait de même le lendemain. À l'issue de ces deux scrutins, le président du Conseil déclare que sa « majorité est plus forte » et exprime son intention de gouverner jusqu'au terme de la législature, en 2013.
La crise politique continue néanmoins de s'accentuer. Le 7 novembre 2010, Gianfranco Fini réclame devant 10 000 partisans réunis à Pérouse la démission du président du Conseil. Le 15 novembre, quatre membres du gouvernement (Andrea Ronchi, Adolfo Urso, Antonio Buonfiglio et Roberto Menia), proches de Fini, démissionnent. Le groupe parlementaire Futur et liberté pour l'Italie donne alors pour consigne de voter la motion de défiance déposée par l'opposition de gauche. Le 14 décembre, après le Sénat (162 voix contre 135), la Chambre des députés rejette la motion de censure dans un climat extrêmement tendu, à seulement trois voix près (314 contre 311). Pour la presse, la situation est intenable et Silvio Berlusconi n'aura d'autre choix que de demander au président de la République, Giorgio Napolitano, de convoquer des élections anticipées.
Néanmoins, le président du Conseil parvient dans les mois qui suivent à consolider sa majorité en obtenant le ralliement de plusieurs députés de l'opposition, surnommés les « Responsables », à l'instar de Daniela Melchiorre. Dans le même temps, il évoque ouvertement sa succession, se disant en mai 2011 « heureux de laisser à d'autres la conduite du gouvernement » si « des personnalités se manifestaient » d'ici à 2013 et citant tour à tour les noms du ministre de la Justice, Angelino Alfano, et du ministre de l'Économie et des Finances, Giulio Tremonti, comme possibles successeurs au palais Chigi,. L'échec de la droite à Milan et à Naples, ainsi que la victoire du « oui » au référendum visant à empêcher le retour au nucléaire, la privatisation de la gestion de l'eau et la forme d'immunité judiciaire accordée au président du Conseil et aux ministres, sont considérés comme un important revers pour Silvio Berlusconi,. Ce dernier confirme le 8 juillet 2011 qu'il ne briguera pas un nouveau mandat de président du Conseil lors des élections parlementaires prévues en 2013, notamment en raison de son âge, et annonce qu'il souhaite laisser sa place à Angelino Alfano. Alors que la presse italienne s'interroge sur la possibilité d'une candidature de Berlusconi au palais présidentiel du Quirinal en 2013, il réfute cette idée et annonce son soutien à Gianni Letta pour cette fonction honorifique et respectée.

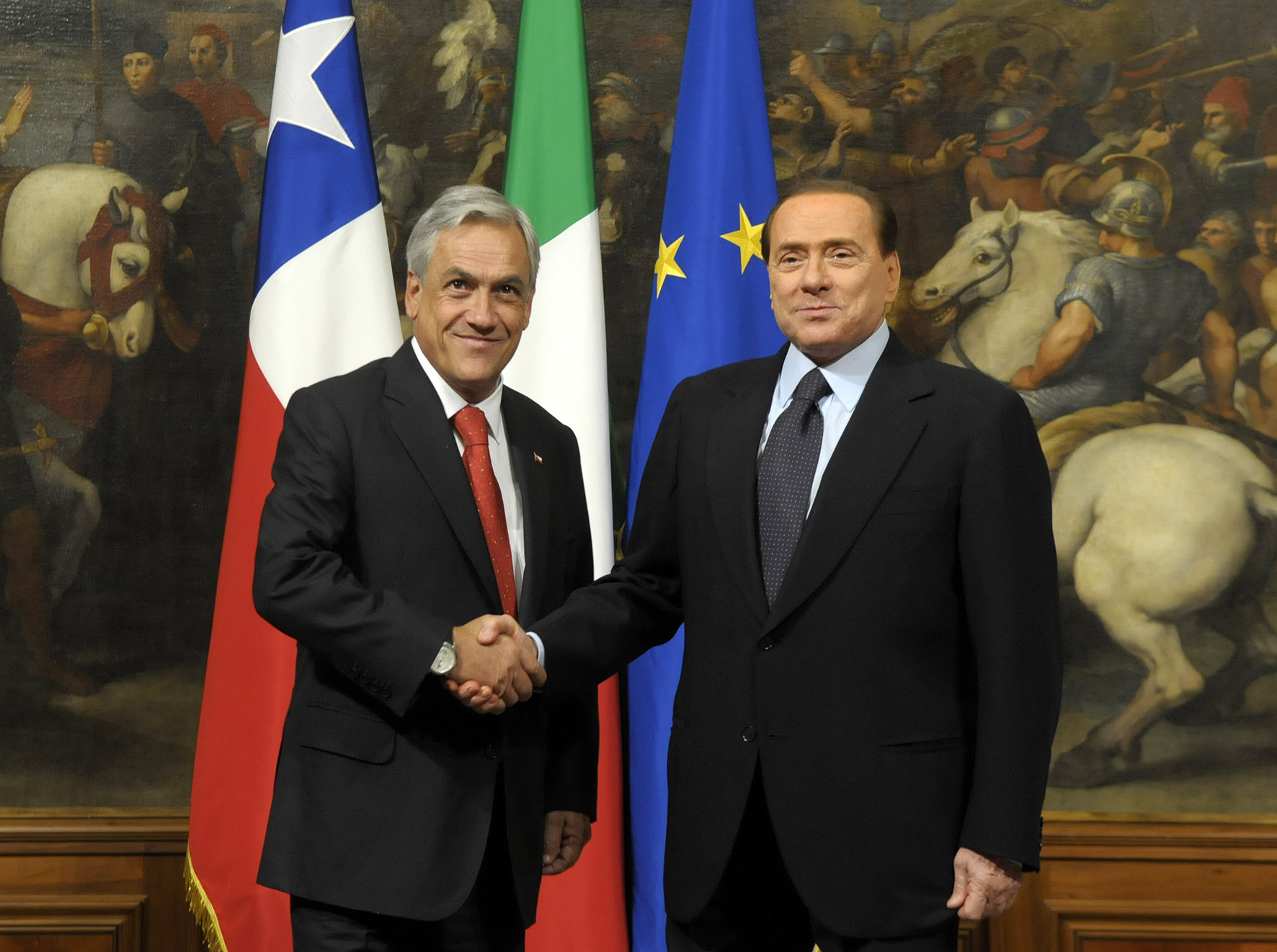
Silvio Berlusconi avec le président Sebastián Piñera, surnommé le « Berlusconi chilien », le 2 mars 2011.

En juillet 2011, Silvio Berlusconi et son gouvernement font voter un nouveau plan d'austérité, de 48 milliards d'euros, face au risque de contagion à l'Italie de la crise de la dette publique dans la zone euro. Porté par le ministre des Finances Giulio Tremonti, il vise à ramener le budget à l'équilibre d'ici à 2014 en augmentant notamment la participation aux soins de santé, en réduisant les avantages fiscaux et les retraites les plus élevées ou en prévoyant la privatisation de groupes publics. Il comporte par ailleurs 16 mesures destinées à stimuler la croissance. Ce plan d'austérité, qui repose essentiellement sur les années 2013 et 2014, est rapidement adopté par le Parlement italien, ce qui est considéré comme un « miracle » pour le président de la République, Giorgio Napolitano.
Devant la situation sur les marchés financiers, toujours inquiets du niveau de la dette de l'Italie (environ 120 % du PIB), de sa faible croissance et de l'incertitude concernant l'avenir du gouvernement, Silvio Berlusconi annonce, le 3 août 2011, un « plan d'action immédiat », promettant notamment l'adoption rapide de la réforme de la fiscalité, neuf milliards d'euros pour des infrastructures dans le Sud du pays et proposant de réformer le marché du travail afin d'« attirer plus d'investissements » ; il précise que le pays dispose de « fondamentaux économiques solides » dont le marché devrait tenir compte, comme la solidité du système bancaire, le faible endettement des ménages et le niveau du déficit public, inférieur à celui de beaucoup de pays européens. Dans l’espoir de mettre fin aux attaques spéculatives contre l'Italie sur les marchés, Silvio Berlusconi est contraint par ses partenaires européens et la Banque centrale européenne d'annoncer, le 12 août 2011, un nouveau plan d'économies, qui s'élève à 45,5 milliards d'euros sur deux ans et fera l'objet d'un décret-loi. Il prévoit une « taxe de solidarité » de 5 % sur les revenus supérieurs à 90 000 euros et de 10 % pour ceux supérieurs 150 000 euros, le relèvement du taux d'imposition des revenus financiers de 12,5 à 20 %, de l'âge de la retraite pour les femmes à partir de 2016 et non de 2020 comme prévu initialement, le regroupement des jours fériés pour accroître le nombre des jours ouvrables, ainsi que l'augmentation de la taxation des revenus parlementaires. L'Italie s'est engagée à revenir à l'équilibre budgétaire dès 2013 au lieu de 2014. Le 29 août, le plan d'austérité est en partie revu (annonce du remplacement de la taxe sur les hauts revenus, de la réduction des coupes au sein des collectivités locales, etc.).

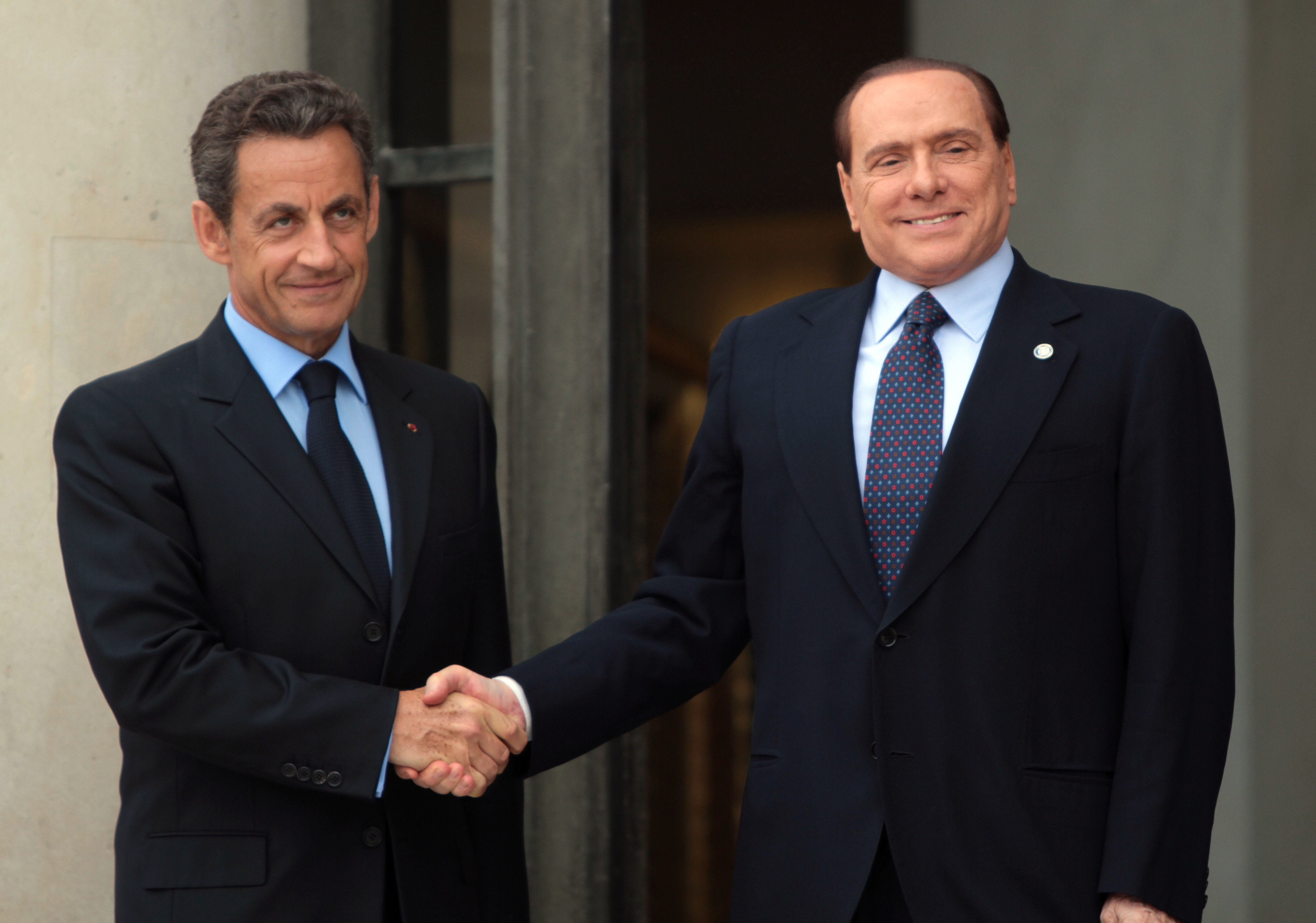
Silvio Berlusconi avec le président de la République française Nicolas Sarkozy, le 1er septembre 2011.

Le président Giorgio Napolitano annonce, le 8 novembre 2011, que Silvio Berlusconi démissionnera au milieu du mois, après le vote du plan d'austérité par le Parlement, une information confirmée peu après par le président du Conseil lui-même. Cette décision intervient quelques heures après le vote du bilan financier de l'État pour 2010, approuvé par la seule coalition au pouvoir, mais avec seulement 308 voix, ce qui signifie la perte de la majorité absolue à la Chambre des députés. Avant le vote, Umberto Bossi, secrétaire fédéral de la Ligue du Nord et ministre des Réformes pour le fédéralisme, principal allié du dirigeant italien, l'avait appelé à démissionner et à céder la place à Angelino Alfano, secrétaire politique national du Peuple de la liberté.
Le 12 novembre 2011, dans la soirée, à la suite de l'adoption de la loi d'austérité par la Chambre des députés et le Sénat, Silvio Berlusconi, comme annoncé, remet sa démission au président Giorgio Napolitano, au palais du Quirinal, après avoir présidé pour la dernière fois le Conseil des ministres italien,. Sur la place du palais présidentiel, quelques centaines d'opposants le conspuent. Le lendemain, Silvio Berlusconi envoie une lettre au secrétaire national de La Droite, dans laquelle il déclare être « orgueilleux » de son action « au cours de ces trois ans et demi, marqués par une crise internationale sans précédent dans l'histoire » et dans laquelle il déplore que le fait qu'ait « prévalu, au Parlement, la logique des petits chantages et des transfuges, qui sont le vieux vice de la politique italienne ». Il quitte ses fonctions le 16 novembre 2011, l'économiste Mario Monti lui succédant à la tête d'un gouvernement technique.
Pour les médias, cette démission est avant tout la conséquence de la pression des marchés financiers, inquiets de la situation économique de l'Italie et de l'instabilité politique qui y régnait, mais aussi des critiques dont Silvio Berlusconi faisait l'objet, notamment de la part du patronat et de l'Église italienne. Le journal français Libération s'interroge sur les raisons qui ont poussé « les Grands de ce monde » à le « lâcher », tandis que le journal espagnol El Mundo souligne son prétendu manque de modestie à l'occasion d'une intervention télévisée, le 13 novembre, lors de laquelle il a de nouveau loué, « avec orgueil », sa gestion du pays. Le quotidien espagnol La Vanguardia se demande cependant si Berlusconi est « l'unique coupable de la situation économique et financière désastreuse de l'Italie ».

#### Traversée du désert et retour au premier plan
En quittant la présidence du Conseil des ministres, en novembre 2011, Silvio Berlusconi retrouve pleinement son mandat de député.

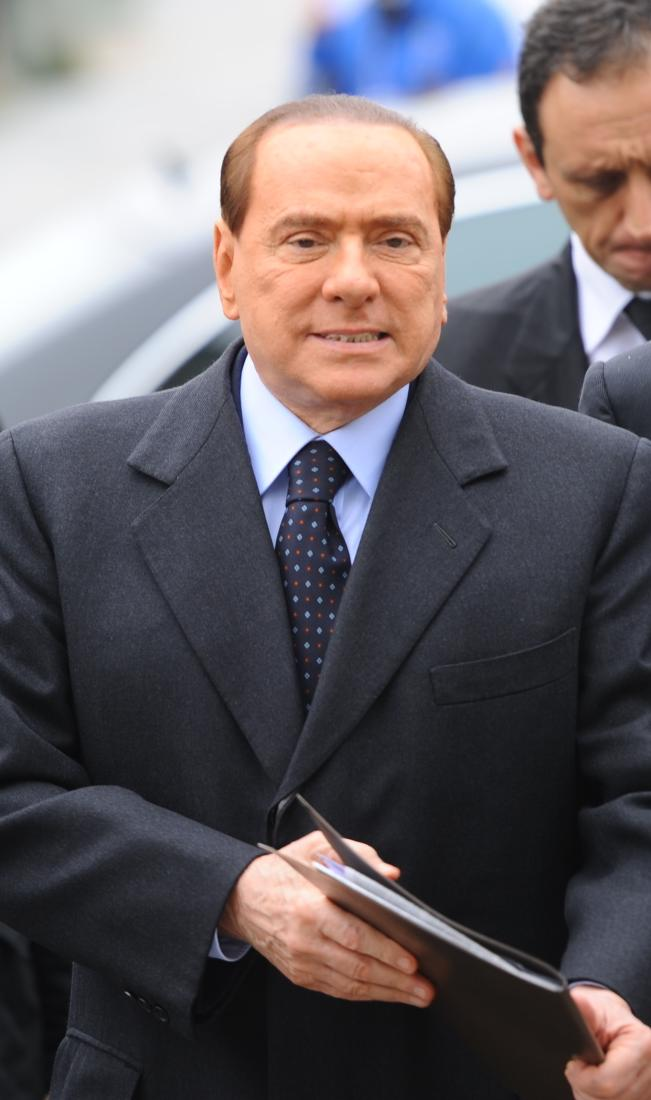
Silvio Berlusconi en 2012.

En juillet 2012, la presse italienne affirme qu'il souhaite conduire le Peuple de la liberté aux élections parlementaires de 2013. Alors qu'il avait annoncé son intention de ne pas se représenter, il annonce contre toute attente, le 8 décembre 2012, qu'il conduira la coalition de centre droit lors des élections parlementaires, dans le but de retrouver la présidence du Conseil,. Le lendemain, Mario Monti, que les parlementaires du PdL ne soutiennent plus, annonce sa démission prochaine, ce qui ouvre la voie à un scrutin anticipé de quelques mois.
Face au refus de la Ligue du Nord de s'allier avec le PdL tant qu'il se proclame chef de file de la coalition, Silvio Berlusconi renonce à conduire la coalition, déclarant préférer, dans l'hypothèse d'une victoire, la fonction de ministre de l'Économie et des Finances, selon lui plus propre à son « expérience politique ». Multipliant les interventions télévisées, il est néanmoins au centre de la campagne, profitant du manque de charisme du chef de la coalition de centre gauche, Pier Luigi Bersani, et de Mario Monti, à la tête d'une coalition centriste. Il critique la prétendue domination de l'Allemagne en Europe et les mesures d'austérité prises depuis son départ du pouvoir, promettant notamment de rembourser l'impopulaire taxe foncière sur la résidence principale, rétablie par le gouvernement Monti. Ses opposants qualifient sa campagne de « populiste ». Bien qu'ayant atteint un niveau record d'impopularité au moment de son départ de la présidence du Conseil, il parvient à faire progresser de manière significative les intentions de vote en faveur de sa formation. Le 24 et 25 février 2013, il réalise un meilleur score qu'annoncé. Alors que le centre gauche remporte la majorité absolue à la Chambre des députés en raison du mode de scrutin favorisant le parti arrivé en tête, aucune majorité ne se dégage au Sénat, ce qui complique la formation d'un gouvernement et la gouvernance du pays dans un contexte économique difficile. Dans le même temps, le Mouvement 5 étoiles de l'humoriste Beppe Grillo effectue une percée avec près de 25 % des voix.
Élu sénateur pour la première fois, dans la région de Molise, Silvio Berlusconi, qui semblait exclure, dans un premier temps, l'idée de la formation d'un gouvernement d'union nationale, évoque finalement la possibilité d'une coalition gouvernementale avec le centre gauche, menée par Pier Luigi Bersani, si celui-ci venait à proposer, en retour, la présidence du Sénat à une personnalité du centre droit. Dans le même temps, il propose la réélection du chef de l'État, Giorgio Napolitano, qui serait chargé par le Parlement d'assumer, pour une courte durée, la charge présidentielle, le temps que le pays retrouve un juste équilibre institutionnel et politique. La proposition de Berlusconi étant rejetée par Bersani, celui-ci écartant même l'idée d'un governissimo calqué sur les grandes coalitions d'Allemagne, Berlusconi menace le Parti démocrate et ses alliés d'une « opposition féroce » et évoque la possibilité de nouvelles élections parlementaires à la suite de l'élection du nouveau président de la République,,. Le 17 avril, à la suite d'une rencontre avec Pier Luigi Bersani, il annonce son soutien à la candidature à la présidence de la République de l'ancien président du Sénat, Franco Marini, proposé par le centre gauche et présenté par Berlusconi comme un homme « loyal et sérieux ayant su prouver son impartialité »,. Mais celui-ci renonce, faute d'avoir recueilli la majorité absolue et alors que le centre gauche ne parvient pas à se réunir sur un candidat. Après l'échec de la candidature de Romano Prodi, qui suscitait l'opposition farouche de Berlusconi, le président sortant Napolitano, sollicité par le PD, le PdL, la Ligue du Nord et le Choix citoyen, accepte de se représenter et l'emporte au sixième tour de scrutin. Le 24 avril suivant, le président charge Enrico Letta de former un gouvernement d'unité nationale alliant le PD, le PdL et le Choix citoyen ; le nouveau gouvernement est formé et investi quelques jours plus tard. Alors qu'il était quelques mois auparavant considéré comme mort politiquement, Silvio Berlusconi est présenté comme le vainqueur de cette crise politique.

#### Inéligibilité et refondation de Forza Italia

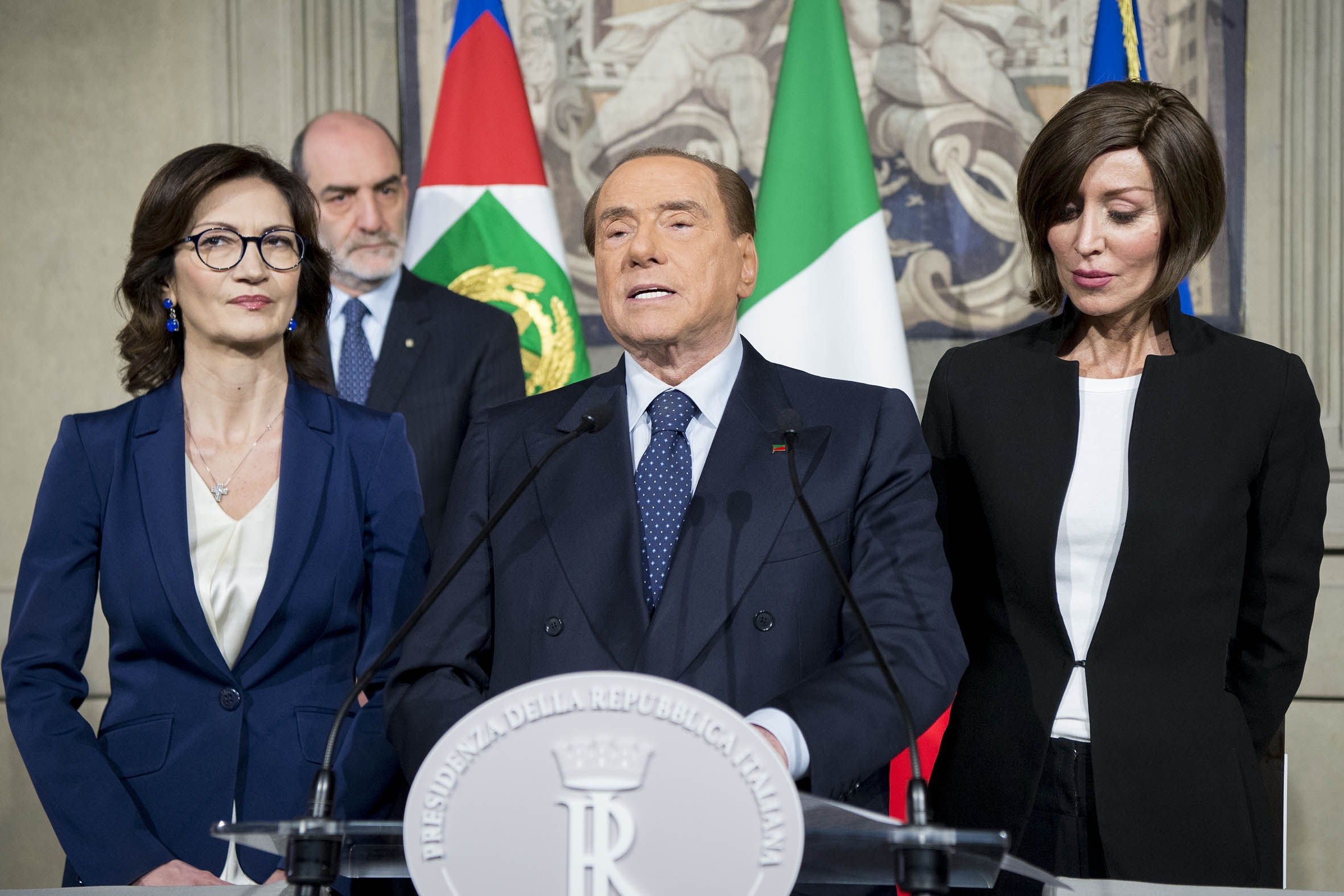
Silvio Berlusconi avec Anna Maria Bernini et Mariastella Gelmini en 2018.

Après sa condamnation définitive dans l'affaire Mediaset, le 1er août 2013, il menace de provoquer la chute du gouvernement Letta s'il venait à être déchu de son mandat de sénateur. Le 27 novembre 2013, le Sénat vote en plénière la déchéance de son mandat de parlementaire. Silvio Berlusconi était parlementaire sans discontinuer depuis près de vingt ans.
Quelques jours auparavant, le 16 novembre 2013, il avait dissout le PDL pour redonner naissance à Forza Italia, qu'il situe dans l'opposition. Une partie des membres du PdL, notamment Angelino Alfano, considéré comme son dauphin, lancent de leur côté le Nouveau Centre droit (NCD). L'année précédente, plusieurs membres du PDL avaient participé à la création du parti nationaliste Frères d'Italie. Jusqu'en 2017, Forza Italia connaît de faibles intentions de vote et des résultats électoraux mitigés, sur fond de divisions internes au parti et à la droite,. En juin 2016, à la suite d'une crise cardiaque, Silvio Berlusconi est opéré à cœur ouvert et entame une convalescence de plusieurs semaines.
Il fait réellement son retour dans les médias au cours de l'année 2017. Avec Michela Brambilla, députée Forza Italia, il lance le Mouvement animaliste, qui vise à défendre les droits des animaux.

#### Énième retour et candidature avortée à la présidence de la République

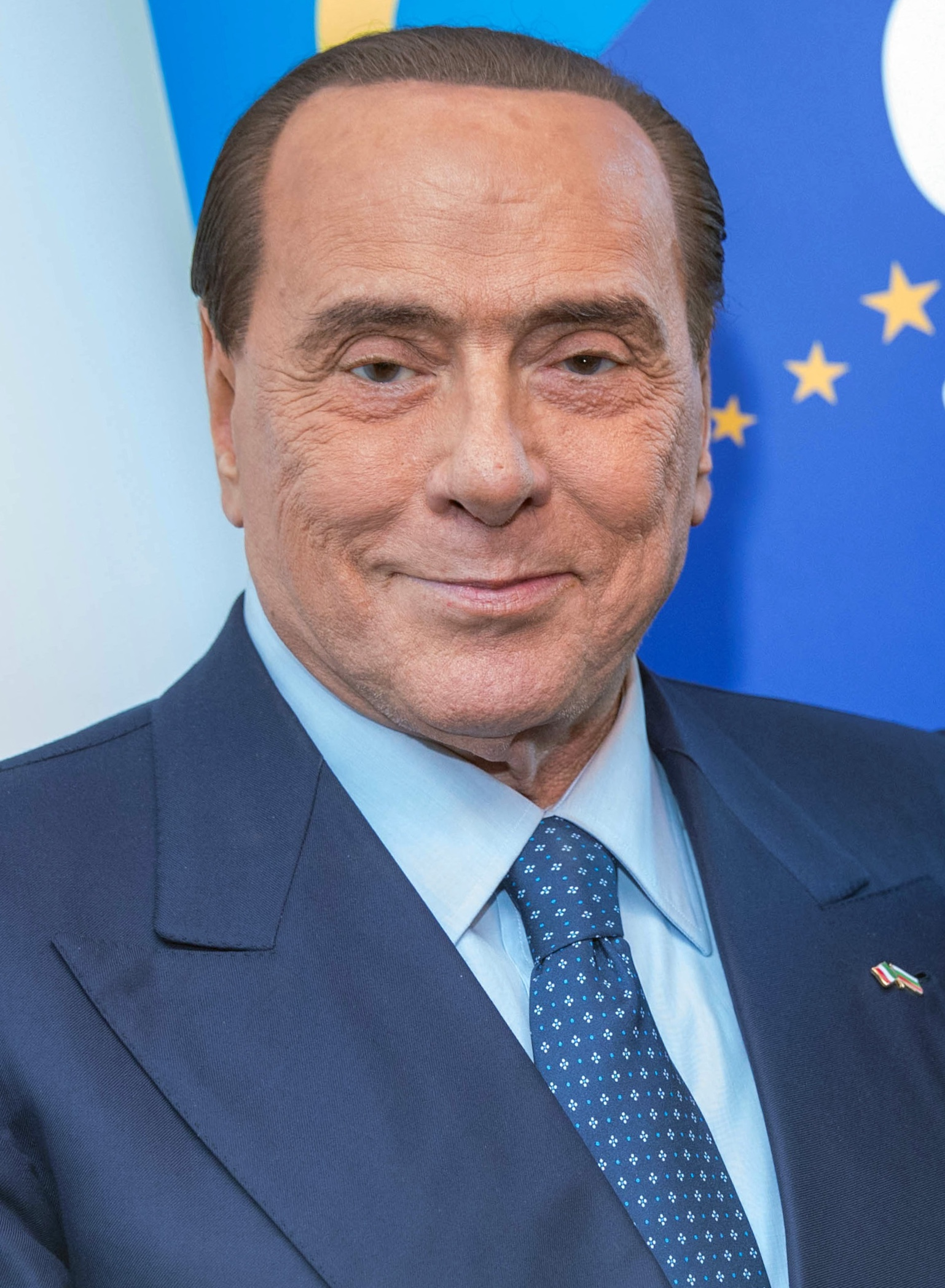
Silvio Berlusconi en 2018.

En vue des élections parlementaires de 2018, il se positionne en chef de file du centre droit. Il promet d'importantes mesures fiscales (taxe unique sur les revenus, minimum vieillesse de 1 000 euros mensuels, abolition des droits de succession et de la vignette automobile) et mène une fin de campagne centrée sur la lutte contre l'immigration. Forza Italia progresse dans les mois précédant le scrutin et repasse devant la Ligue. Face au populisme du Mouvement 5 étoiles et au déclin du bloc de gauche au pouvoir depuis 2013, l'alliance des partis de droite (Forza Italia, Ligue du Nord, Frères d'Italie, Quarto Polo) est donnée en tête des élections. Silvio Berlusconi reste toutefois sous le coup de sa peine d'inéligibilité pour fraude fiscale, ce qui ne l'empêche pas formellement de redevenir président du Conseil mais rend l'hypothèse peu probable selon les médias. Il soutient la candidature du président du Parlement européen, Antonio Tajani, au palais Chigi.
Avec 14 % des voix, Forza Italia arrive finalement derrière la Ligue de Matteo Salvini (17,4 %). Le 9 mai 2018, dans le cadre de la formation d'un nouveau gouvernement, Silvio Berlusconi autorise une alliance entre la Ligue et le Mouvement 5 étoiles, en précisant toutefois que son parti ne votera pas la confiance à un gouvernement alliant les deux formations. Trois jours plus tard, il est « réhabilité » par le tribunal de Milan dans l'affaire Mediaset, ce qui lui permet d'être à nouveau éligible. Dans les mois qui suivent, Forza Italia s'affiche dans l’opposition au gouvernement Conte et passe sous la barre des 10 % dans les sondages alors que la Ligue dépasse les 30 %,.

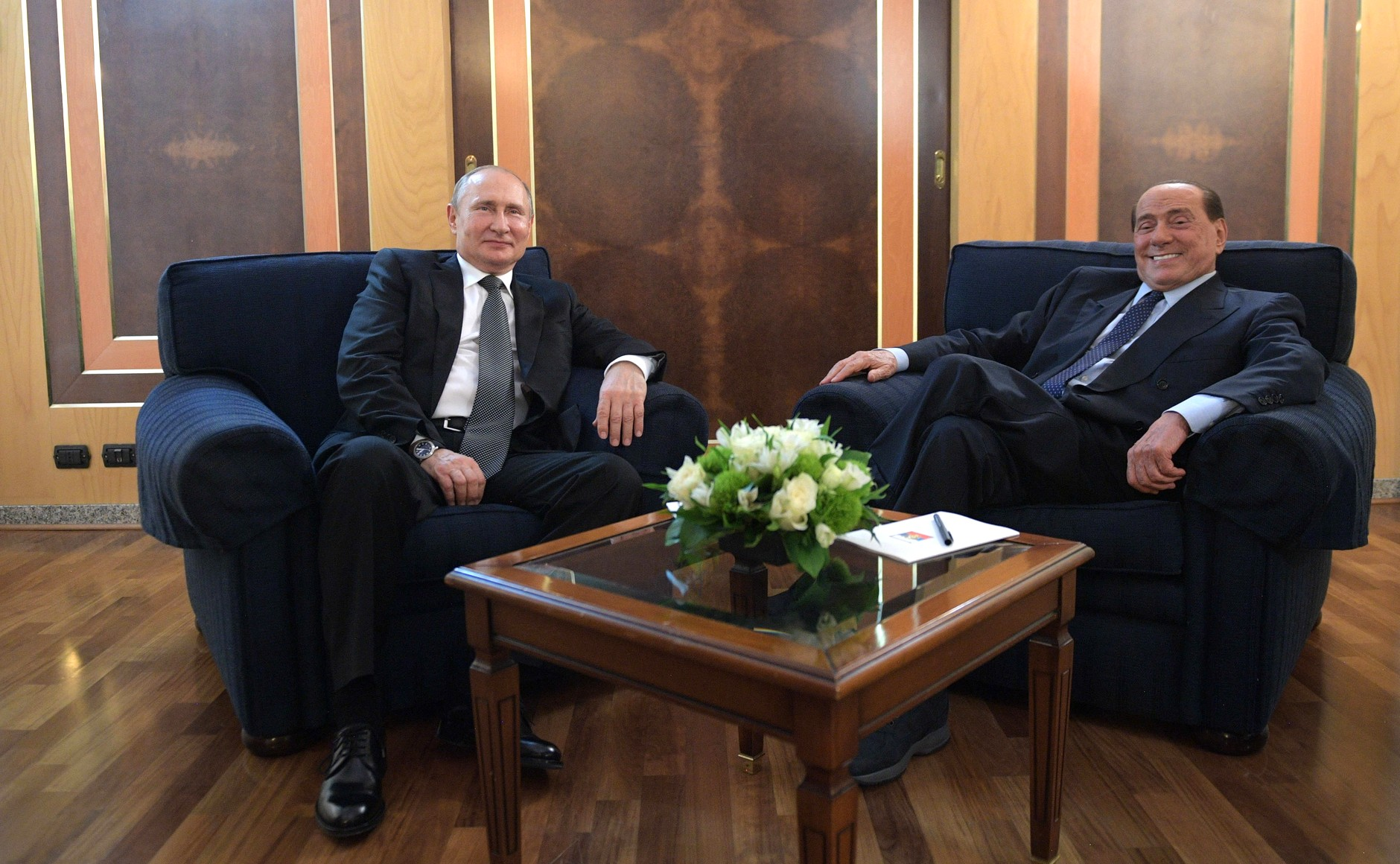
Silvio Berlusconi et Vladimir Poutine en 2019.

Silvio Berlusconi conduit Forza Italia aux élections européennes de 2019. Le parti arrive en quatrième position du scrutin avec 8,8 % des voix, très loin derrière la Ligue (34,3 %) et juste devant Frères d'Italie (6,4 %). À nouveau éligible, Silvio Berlusconi est élu au Parlement européen, où il siège au sein du groupe PPE et de la commission des affaires étrangères. Il y siège jusqu'en octobre 2022.
À partir de 2020, Silvio Berlusconi connaît des problèmes de santé récurrents, ce qui complique son engagement politique. Après une opération à cœur ouvert en 2016, il est hospitalisé à plusieurs reprises pour des complications liées à la Covid-19, notamment une double pneumonie qui manque de l'emporter. À la veille de l’élection présidentielle de 2022, dans laquelle il était particulièrement impliqué, il est hospitalisé pour des examens cliniques.

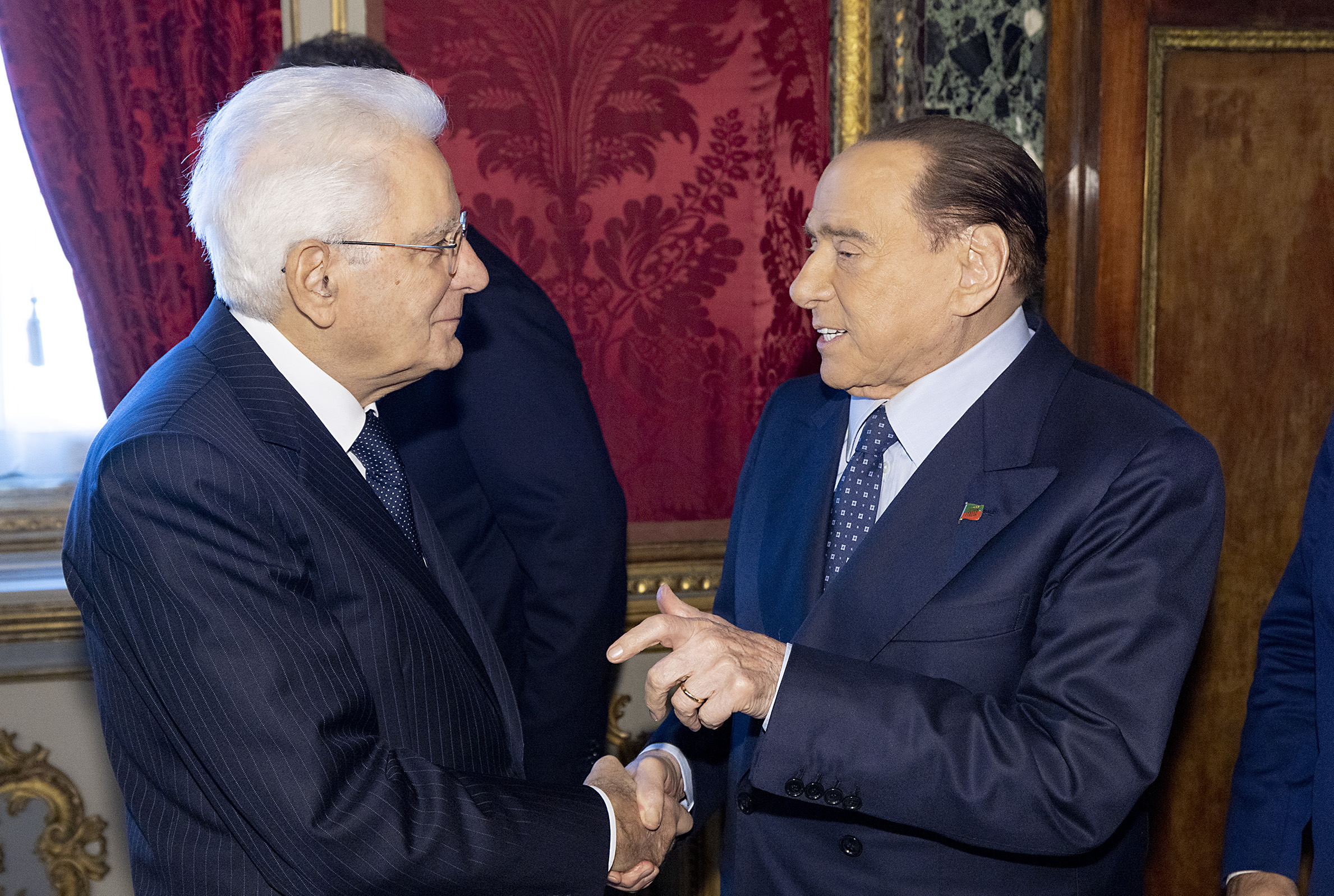
Le président Sergio Mattarella et Silvio Berlusconi en octobre 2022.

Lors de la formation du gouvernement Draghi en février 2021, son parti obtient plusieurs portefeuilles ministériels ; alors que la Ligue intègre également le nouveau cabinet, Frères d'Italie de Giorgia Meloni est le seul parti du Parlement à rester dans l’opposition, créant des dissensions au sein de la coalition de centre droit. Avec moins de 10 % d'intentions de vote, Forza Italia apparaît alors très loin derrière Frères d'Italie et la Ligue (environ 20 % chacun) en vue des prochaines élections parlementaires.
Âgé de 85 ans, Silvio Berlusconi est à partir de 2021 pressenti pour être candidat à l'élection présidentielle de 2022, alors que le président de la République sortant, Sergio Mattarella, ne sollicite pas un second mandat. Tout comme le président du Conseil en exercice, Mario Draghi, il apparaît comme l’un des favoris du scrutin, sans toutefois être assuré de réunir sur son nom toutes les voix de la droite. Il décide alors d'acheter le soutien des parlementaires de son camp en leur offrant notamment des tableaux. Le 22 janvier 2022, deux jours avant le premier tour de scrutin, il annonce qu'il n’entend pas briguer la présidence de la République, déclarant que « le pays a besoin d'unité », tout en estimant que Mario Draghi devrait rester à la tête du gouvernement jusqu'à la fin prévue de la législature, en 2023. Sont invoquées comme raisons de son renoncement la crainte de son entourage pour sa santé en cas d’élection ainsi que le manque de soutien de ses alliés.

#### Réélection au Sénat et soutien au gouvernement Meloni

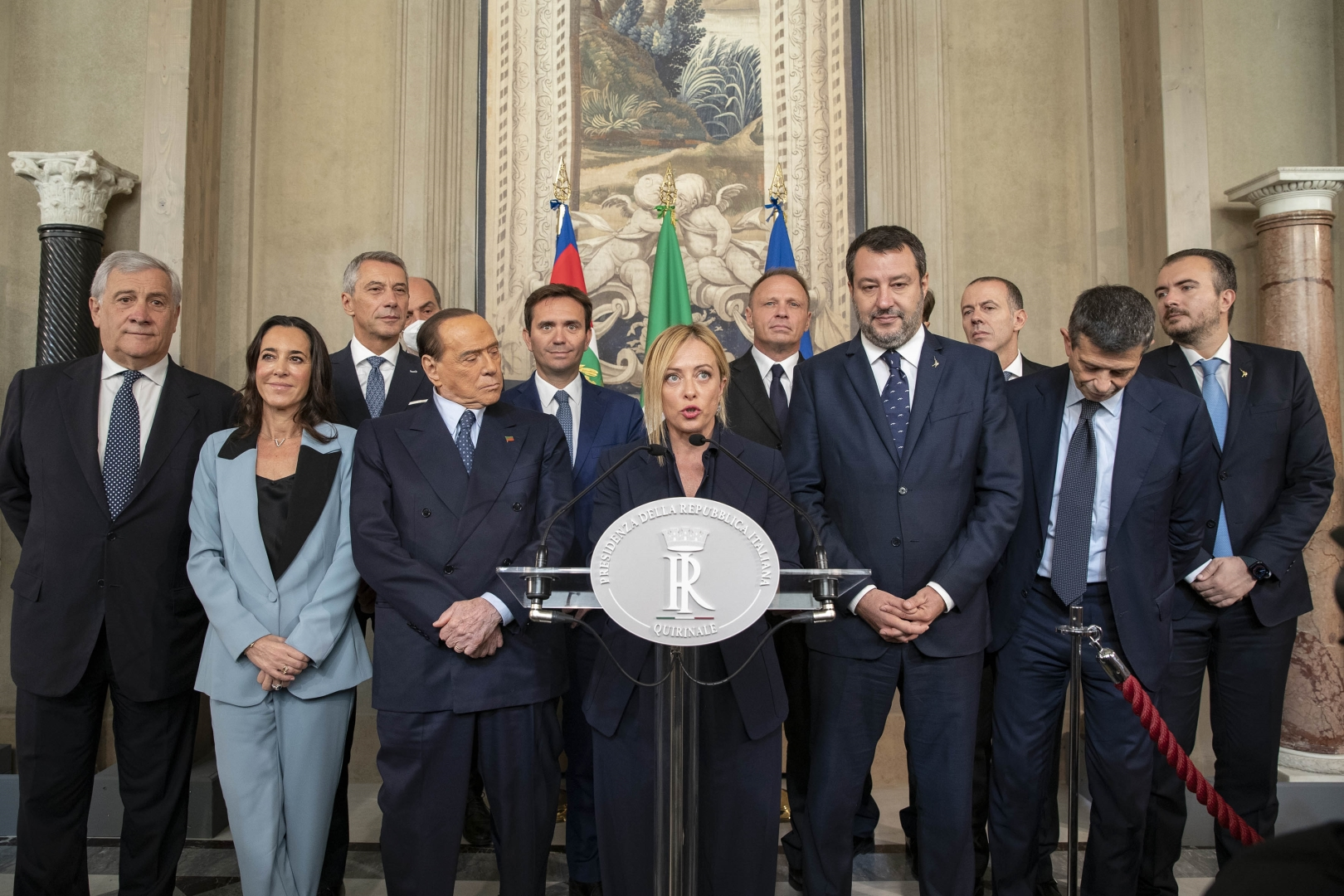
Silvio Berlusconi aux côtés de Giorgia Meloni et Matteo Salvini lors de l’annonce de la formation du gouvernement Meloni, le 21 octobre 2022.

Silvio Berlusconi mène Forza Italia aux élections parlementaires de 2022. À cette occasion, FI arrive en troisième position au sein de la coalition de centre droit, avec quelque 8 % des suffrages, soit six points de moins qu’en 2018. Son parti talonne cependant la Ligue de Salvini, qui réalise une contre-performance avec moins de 9 % des voix. La droite emporte néanmoins la majorité absolue dans les deux chambres grâce au bon score réalisé par Frères d’Italie de Giorgia Meloni (26 %, contre 4 % cinq ans plus tôt).
De son côté, Silvio Berlusconi est réélu sénateur, dans la circonscription de Lombardie. L’ancien président du Conseil effectue ainsi son retour à la chambre haute, à 86 ans et neuf ans après avoir été déchu de son mandat après sa condamnation pour fraude fiscale. Il tente alors de briguer la présidence du Sénat mais son âge avancé, sa santé fragile et ses positions sur le conflit ukrainien jouent contre lui. C’est finalement Ignazio La Russa (Frères d’Italie) qui est désigné candidat de la droite. Cette décision provoque la colère de Berlusconi, qui, avec des parlementaires de son parti, refuse de voter pour ce dernier, élu grâce à des voix de l’opposition.
Concernant la guerre en Ukraine, il affirme publiquement son soutien à l'OTAN, à l'UE et aux États-Unis, tout en estimant que le président de la fédération de Russie, Vladimir Poutine, a été « poussé » à envahir l'Ukraine. En octobre 2022, dans deux enregistrements audio rendu publics, il déclare avoir « renoué » avec Poutine et impute la responsabilité de la guerre au régime ukrainien en place ; ses déclarations perturbent la formation du gouvernement Meloni. Formé dans la foulée, ce dernier compte cinq ministres FI (sur 24 ministères), dont son ami Antonio Tajani, dirigeant effectif de son parti, nommé vice-président du Conseil et ministre des Affaires étrangères.
La dernière intervention publique de Silvio Berlusconi date du 6 mai 2023, lorsqu'il apparaît en vidéo à une convention nationale de Forza Italia. Son message est enregistré depuis l’hôpital milanais San Raffaele, où il est hospitalisé depuis un mois pour une pneumonie et une leucémie chronique. Depuis plusieurs années, c'est souvent par ce biais qu'il intervenait auprès de la population italienne, sans participation active aux campagnes électorales.

### Problèmes de santé, mort et funérailles nationales
En novembre 2006, victime d'une syncope, Silvio Berlusconi s'effondre alors qu'il prononce un discours à la tribune d'un meeting en Toscane. Il reçoit dans la foulée un stimulateur cardiaque et fait par la suite d'autres malaises. En 2016, il subit une lourde opération à cœur ouvert avec un remplacement de la valve de l'aorte.
Au cours des années 2020-2021, il est hospitalisé à plusieurs reprises en raison de complications liées à la Covid-19,. En septembre 2020, il passe onze jours à l’hôpital pour une double pneumonie qui manque de peu de lui être fatale,. Juste avant l’élection présidentielle de 2022, il est hospitalisé pour des « examens cliniques périodiques ».

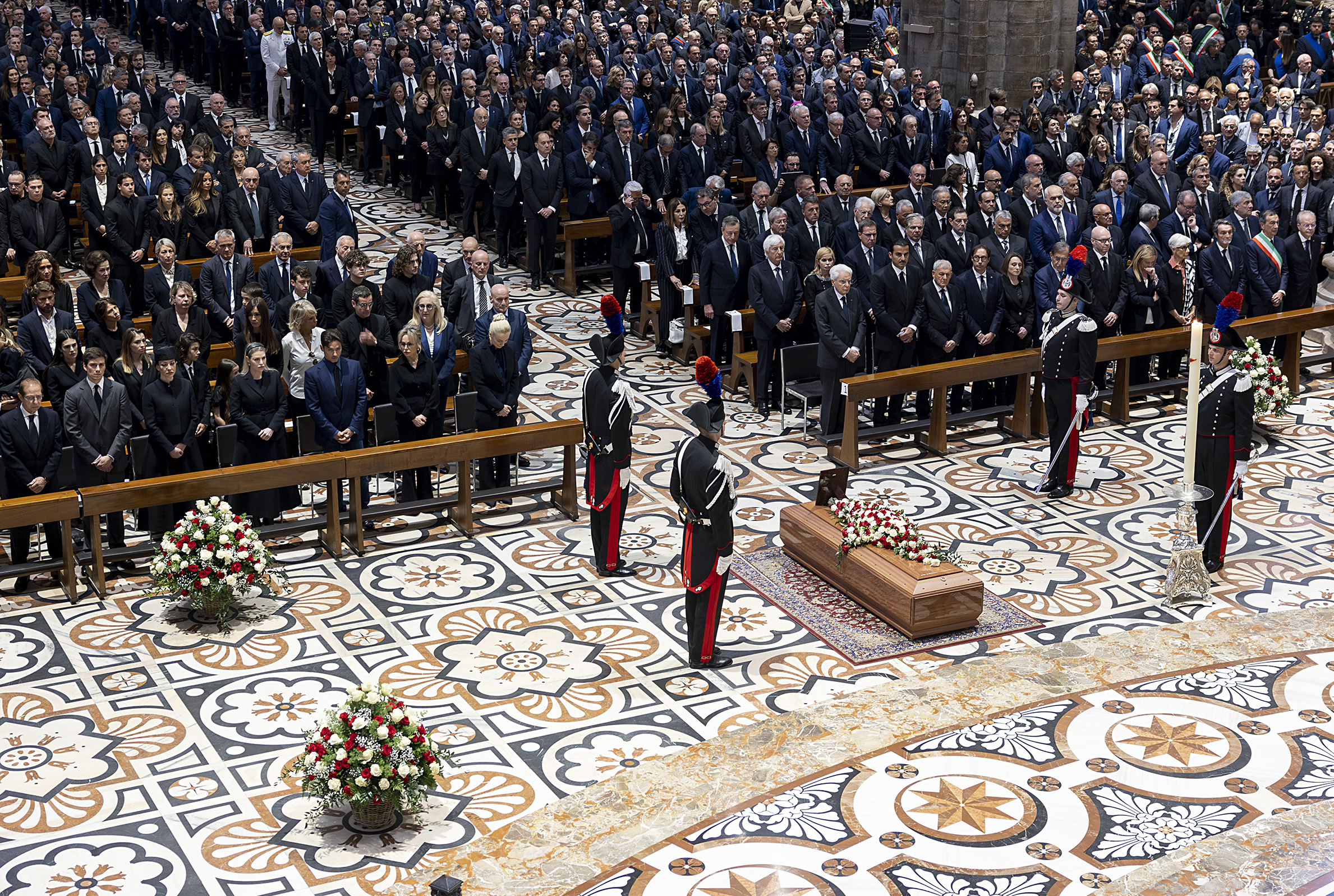
Cérémonie des funérailles nationales de Silvio Berlusconi à la cathédrale de Milan, le 14 juin 2023.

Il est hospitalisé en soins intensifs pour un problème cardiaque le 5 avril 2023. Le lendemain, ses médecins annoncent qu'il souffre d'une leucémie myélomonocytaire chronique (cancer rare du sang), en plus d'une infection pulmonaire, et qu'il reste placé en soins intensifs. Il quitte l'hôpital le 19 mai 2023. Il est de nouveau hospitalisé le 9 juin suivant, au sein de l’hôpital San Raffaele de Milan, pour des examens de contrôles. Trois jours plus tard, le 12 juin, aux alentours de 9 h 30 du matin, il meurt des suites de sa pneumonie et de sa leucémie, à l’âge de 86 ans,.
Le président de la République italienne, Sergio Mattarella, salue sa mémoire, tandis que la présidente du Conseil, Giorgia Meloni, le décrit comme « un battant » et « l'un des hommes les plus influents de l'histoire de l'Italie ». Ses opposants italiens saluent également sa mémoire. Le Premier ministre de Hongrie, Viktor Orbán, le président russe, Vladimir Poutine, le Premier ministre d'Israël, Benyamin Netanyahou, lui rendent hommage. Plus généralement, ce sont la droite et l'extrême droite qui se montrent les plus élogieuses à son égard.
Des obsèques nationales ont lieu le 14 juin 2023 en la cathédrale de Milan, en présence de nombreux responsables politiques italiens. Un deuil national est décrété par le gouvernement Meloni pour le jour des funérailles. Ayant choisi la crémation, Silvio Berlusconi voit ses cendres inhumées dans le mausolée qu’il a fait construire au début des années 1990, dans le parc de la villa San Martino,.
Sa succession donne lieu à une bataille juridique, lui-même ayant rédigé trois testaments différents.

## Image, longévité et postérité

### Bénéficiaire de l'opération Mains propres
Au début des années 1990, l'opération Mains propres, qui révèle au grand jour un État corrompu dans toutes ses sphères, signe la fin de l'hégémonie de la Démocratie chrétienne et du Parti socialiste italien. Dans cette période de trouble, Silvio Berlusconi apparaît comme un nouveau type de dirigeant politique, issu de l'entreprise de médias et symbole de la prospérité économique qu'a connue le pays à la suite de la Seconde Guerre mondiale.

### Personnalité populaire mais clivante
De son vivant, l'image de Silvio Berlusconi a à la fois des soutiens inconditionnels et, à l'opposé, des opposants particulièrement déterminés.
Un aspect de sa personnalité réside dans son utilisation de traits d'humour, qui sont parfois jugés insultants,. Il commet ainsi des gaffes diplomatiques et plaisante régulièrement sur des catégories de la population (femmes, homosexuels, étrangers),.

### Adepte de la chirurgie esthétique

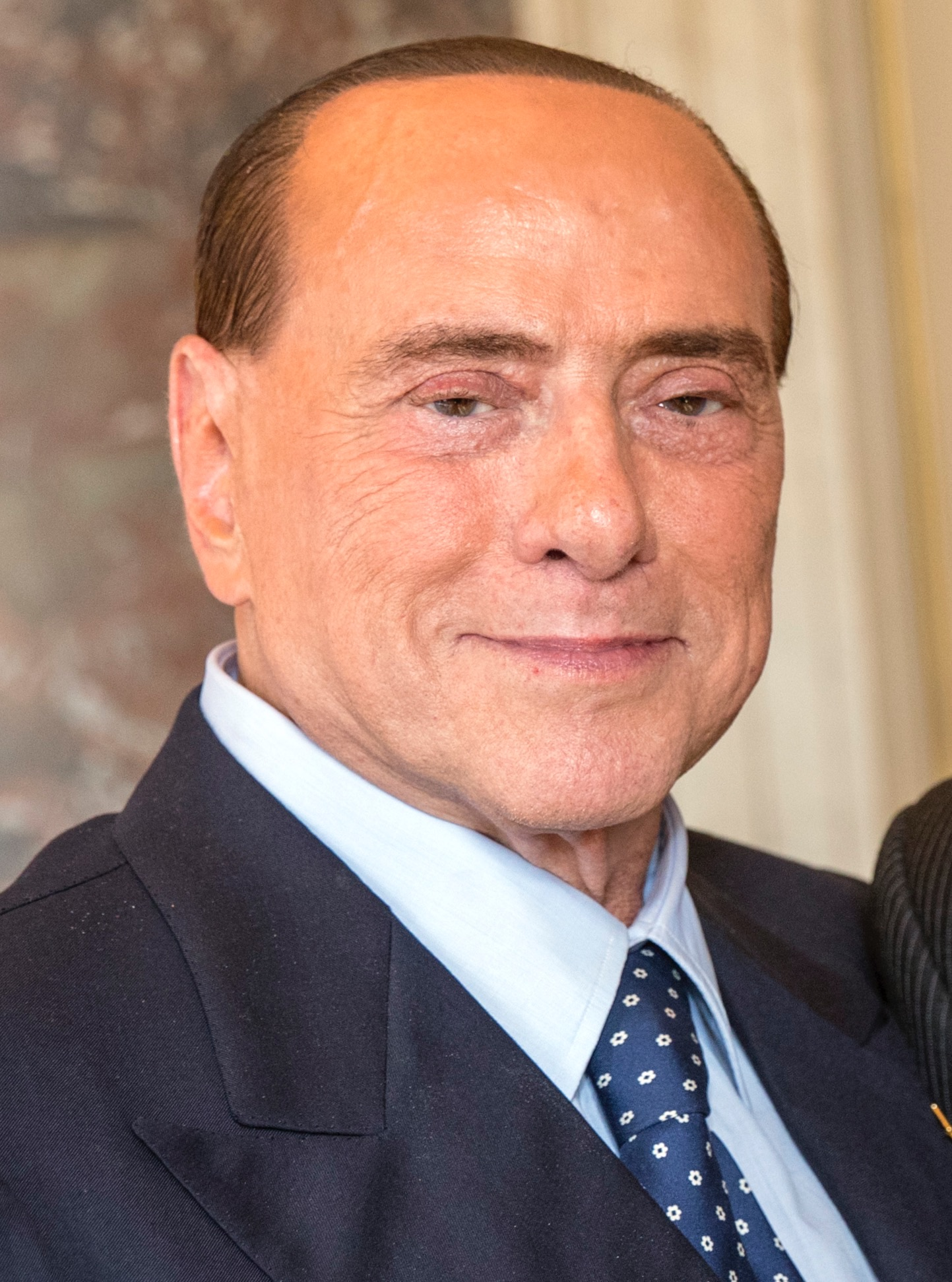
Silvio Berlusconi en 2017.

Au fil des années, continuant à cultiver une image de séducteur, Silvio Berlusconi utilise de plus en plus de maquillage, se teint les cheveux, blanchit ses dents et pratique le bronzage artificiel,,.
Mais c'est surtout pour son recours à la médecine esthétique qu'il fait l'objet de commentaires ou railleries. En 2003-2004, alors qu'il est à la tête du gouvernement, il subit dans une clinique suisse une rhytidectomie (« lifting »), procède à une greffe de cheveux et se fait retoucher les paupières,,. Il est l’un des premiers hommes politiques à reconnaître avoir utilisé la chirurgie esthétique pour paraître plus jeune, confirmant la pose d'implants capillaires et indiquant que la chirurgie est une idée de sa femme. Par la suite, il aurait multiplié les opérations de chirurgie esthétique et les injections de Botox ou acide hyaluronique,.

### Facteurs de longévité
Selon Pierre Musso, auteur de plusieurs ouvrages sur Silvio Berlusconi, la longévité en politique de celui-ci résulte de la combinaison de trois facteurs :
- politiques : la maîtrise du premier parti politique de la Péninsule (Forza Italia, puis Le Peuple de la liberté) ; une alliance très forte de toutes les droites, notamment avec la Ligue du Nord ; la faiblesse et la division de la gauche et du centre gauche et la bipolarisation de la vie politique italienne, peu à peu transformée en « bipersonnalisation » par Berlusconi ;
- symboliques : la recherche d'un « État entreprise » se référant à l'efficacité, à la culture du « faire » et du travail, combinées aux valeurs et à l'éthique catholique, dominante en Italie (famille, travail, questions morales) ;
- techniques : conquête et exercice du pouvoir inspirées du marketing (sondage, suivi de l'opinion…) et de la « néotélévision », la télévision du talk show et de la téléréalité. Ces techniques servent à capter l'attention des citoyens considérés comme un public de consommateurs.

L'historien Giovanni Orsina et le politologue Gianfranco Pasquino (en) expliquent la popularité de Berlusconi par deux facteurs :
- le populisme : « il a été le leader symbole de « l'antipolitique » face aux vieux partis issus de la Résistance »[185] ;
- l'incarnation d'une certaine italianité « droguée à la télé paillettes, avide de fric, portée sur l’illégalité, indulgente à l’égard de la corruption et viscéralement hostile à l’Etat[186] », les Italiens s'identifiant à ce self-made man qui représente « une autobiographie de la nation[k] » ; selon Orsina, « jamais avant lui aucun leader politique italien de premier plan n'avait osé dire si ouvertement, si explicitement, si impudemment que les Italiens sont très bien comme ils sont »[185].

Jean-Christophe Ploquin, rédacteur en chef à La Croix, écrit à l'annonce de sa mort : « Cet homme d’affaires flamboyant a incarné pendant un quart de siècle une vision ludique de la politique et un programme libéral qui séduisait les artisans, commerçants et chefs des petites entreprises de la péninsule. Il valorisait un certain conservatisme moral, ce qui lui valut de solides appuis au sein de la hiérarchie catholique. […] Sa grande réussite fut de s’installer au centre de l’échiquier des partis alors que la Démocratie chrétienne s’effondrait. Il ne pouvait l’emporter toutefois qu’en s’appuyant sur les différentes tendances de la droite, même les plus radicales. »

## Détail des mandats et fonctions

### Fonctions gouvernementales
- 10 mai 1994 – 17 janvier 1995 : président du Conseil des ministres
- 11 juin 2001 – 17 mai 2006 : président du Conseil des ministres
- 6 janvier 2002 – 14 novembre 2002 : ministre des Affaires étrangères (par intérim)
- 3 juillet 2004 – 16 juillet 2004 : ministre de l'Économie et des Finances (par intérim)
- 11 mars 2006 – 17 mai 2006 : ministre de la Santé (par intérim)
- 8 mai 2006 – 17 mai 2006 : ministre de l'Économie et des Finances (par intérim)
- 8 mai 2008 – 16 novembre 2011 : président du Conseil des ministres
- 5 mai 2010 – 4 octobre 2010 : ministre du Développement économique (par intérim)

### Mandats électoraux
- 15 avril 1994 – 14 mars 2013 : député
- 20 juillet 1999 – 10 juin 2001 : député européen
- 15 mars 2013 – 27 novembre 2013 : sénateur de la République
- 2 juillet 2019 – 12 octobre 2022 : député européen
- 13 octobre 2022 - 12 juin 2023 : sénateur de la République

### Fonctions politiques
- 18 janvier 1994 – 27 mars 2009 : président de Forza Italia
- 29 mars 2009 – 16 novembre 2013 : président du Peuple de la liberté
- 16 novembre 2013 - 12 juin 2023 : président de Forza Italia

### Autres
- 1er juillet 2003 – 31 décembre 2003 : président du Conseil européen

## Poursuites judiciaires

### Récapitulatif
À partir de 1994, le siège du groupe Fininvest fait l'objet de multiples perquisitions et Silvio Berlusconi de plusieurs enquêtes et mises en examen. Des membres de son entourage ont également été inquiétés, parmi lesquels son frère Paolo et son avocat Cesare Previti. Au total, Berlusconi a été poursuivi dans une vingtaine d'affaires judiciaires pour corruption, fraude fiscale, faux en bilan ou encore financement illicite de parti politique.
Le 7 octobre 2009, la Cour constitutionnelle italienne juge anticonstitutionnelle la loi accordant l'immunité à Silvio Berlusconi : en conséquence, le procès « David Mills » reprend le 27 novembre 2009 et celui de « Mediaset », le 18 janvier 2010.
Pendant vingt ans, Berlusconi a été jugé dans 33 procès et toujours acquitté. Il a ainsi plusieurs fois été condamné en première instance, mais a toujours été relaxé en appel ou a bénéficié de prescriptions, jusqu'au 1er août 2013, date à laquelle la Cour de cassation confirme la condamnation de Silvio Berlusconi pour fraude fiscale dans l'affaire Mediaset.
| Décision               |                                                                                                 | Procès |
| ---------------------- | ----------------------------------------------------------------------------------------------- | --- |
| Classements sans suite | Prescriptions                                                                                   | - Lodo Mondadori (it), corruption judiciaire - 1,23 milliard de lires en pots-de-vin à Bettino Craxi via le compte All Iberian - Caso Lentini, faux en bilan - Pot-de-vin à David Mills, corruption judiciaire |
| Classements sans suite | Amnisties                                                                                       | - Faux témoignage sur son appartenance à la loge P2 (amnistie survenue pendant la phase d'instruction) - Terrains Macherio, accusation pour un des deux faux en bilan (loi d'amnistie fiscale de 1992) |
| Acquittements          | Acquittements obtenus grâce à la modification des lois existantes (le fait n'est plus un délit) | - All Iberian 2, faux en bilan (supprimé grâce à une nouvelle loi sur le faux en bilan, approuvée par le gouvernement Berlusconi) - Sme-Ariosto 2, faux en bilan (supprimé grâce à cette même loi) |
| Acquittements          | Autres acquittements                                                                            | - Sme-Ariosto 1, accusation de corruption judiciaire sur la vente de l'Iri (jugement en première instance) - Pot-de-vin à la brigade financière italienne - Medusa cinematografica, faux en bilan - Sme-Ariosto 1, corruption judiciaire, deux pots-de-vin au juge Renato Squillante - Terreni Macherio, accusation de détournements de fonds, fraude fiscale, et un des deux faux en bilan - Droits télévisés, faux en bilan, fraude fiscale, détournements de fonds - Affaire du Rubygate                                 |
| Non-lieux              | Non-lieux obtenus grâce à la modification des lois existantes (le fait n'est plus un délit)     | - Bilans Fininvest, faux en bilan et détournements de fonds (supprimé grâce à une nouvelle loi sur le faux en bilan) - Holding Fininvest, faux en bilan (supprimé grâce à cette même loi) |
| Non-lieux              | Autres non-lieux                                                                                | - Entente sur le marché publicitaire entre Rai et Fininvest (non-lieu pour insuffisance de preuves) - Trafic de drogue - Ristournes fiscales à Pay-TV - Attentats 1992-1993 (attentat de Capaci, attentat de via d'Amelio, attentat de la Via dei Georgofili, attentat de via Palestro), complicité - Corruption de sénateurs en vue de faire tomber le gouvernement Prodi - Complicité externe avec association mafieuse, avec Marcello Dell'Utri, blanchiment d'argent - Mediatrade : fraude fiscale et abus de confiance |
| Condamnation           | Condamnation                                                                                    | - Caisse noire autour de droits télé de Mediaset, fraude fiscale |

### Affaire SME
Dans l'affaire judiciaire dite « SME » du nom d'un groupe italien agroalimentaire semi-public racheté à un prix avantageux, Silvio Berlusconi a été accusé d'avoir versé des sommes importantes de son compte personnel de la Fininvest sur celui du juge italien chargé de cette affaire, à travers le compte de son avocat, Cesare Previti. Silvio Berlusconi aurait ainsi soudoyé des juges pour bloquer la vente de SME à un prix très bas à la société italienne Buitoni appartenant à l'industriel Carlo De Benedetti.
En mars 2007, le procureur Piero De Petris requiert une peine de cinq ans d'emprisonnement contre Silvio Berlusconi, mais le 27 avril 2007, une cour d'appel milanaise l'acquitte, confirmant ainsi la relaxe prononcée en première instance, en 2004.
Une loi adoptée par son gouvernement stipulait qu'il ne pouvait pas être rejugé, mais celle-ci est déclarée contraire à la Constitution en 2006, donnant aux procureurs l'occasion d'un jugement en appel. Le 26 octobre 2007, la Cour de cassation italienne acquitte définitivement Silvio Berlusconi.

### Affaire David Mills
En mars 2005, selon les procureurs Alfredo Robledo et Fabio De Pasquale, Silvio Berlusconi aurait versé, via sa société Fininvest, 600 000 dollars, en 1997, à l’avocat britannique David Mills (époux de Tessa Jowell alors ministre de la Culture britannique), en échange de faux témoignages et de la destruction de documents lors de deux procès intentés contre lui en 1997 et 1998 (affaire dite du « rachat des droits télévision de Mediaset »). Déjà inculpé de faux en bilan et fraude fiscale dans cette affaire, sa situation serait aggravée par cette subornation de témoin.
Le 10 mars 2006, le parquet de Milan réclame la tenue d'un procès contre Silvio Berlusconi dans cette affaire de corruption en actes judiciaires, impliquant également l'époux de la ministre de la Culture britannique. Cette annonce tombe au plus mal pour le président du Conseil italien à un mois des élections parlementaires des 9 et 10 avril, qu'il perd face à L'Union.
Le 30 octobre 2006, le juge des audiences préliminaires de Milan, Fabio Paparella, renvoie devant la justice Silvio Berlusconi ainsi que son avocat, le Britannique David Mills, pour « corruption en matière d'actes judiciaires ». Le juge reproche à David Mills d'avoir fait plusieurs faux témoignages en faveur de Silvio Berlusconi lors de deux procès impliquant la Fininvest.
Ils comparaissent tous deux en octobre 2007, devant le tribunal de Milan, pour cette affaire. Les peines encourues par les deux prévenus vont de quatre à douze ans de prison.
La loi Alfano, votée après son retour au pouvoir en 2008 et qui lui accordait une immunité jusqu'à la fin de son mandat, étant jugée anticonstitutionnelle par la Cour constitutionnelle italienne le 7 octobre 2009, le procès reprend le 27 novembre suivant.
David Mills déclare, le 22 décembre 2011, qu'étant alors sous la pression du fisc, il a tout inventé, et présente ses excuses à Silvio Berlusconi.
Le procureur du tribunal de Milan, Fabio De Pasquale, annonce le 25 février 2012 que les faits sont prescrits,.

### Affaire Mediaset
Le parquet de Milan demande, le 26 avril 2005, le renvoi de Silvio Berlusconi et de douze autres personnes dans une affaire de droits de retransmission concernant Mediaset, son groupe de télévision.
Silvio Berlusconi, qui contrôle le groupe Mediaset à travers sa holding Fininvest, est accusé de « faux en bilan, fraude fiscale et abus de biens sociaux », dans le cadre d'une enquête judiciaire qui a débuté en juin 2001. Berlusconi avait été inscrit dans le registre des personnes « mises sous enquête » (équivalent italien de la mise en examen) le 19 février 2003. Les magistrats estiment que Mediaset a artificiellement gonflé, à travers des sociétés écrans off-shore, les prix d'achat des droits de diffusion de films américains. Grâce à ces opérations, le groupe appartenant à Silvio Berlusconi aurait réussi à constituer des caisses noires à l'étranger et à réduire en Italie les bénéfices de Mediaset afin de payer moins d'impôts. Entre 1994 et 1995, juste avant son introduction en bourse, la société aurait ainsi gonflé de 171 millions de dollars le prix des films acquis aux États-Unis. Les droits de retransmissions des films et programmes télévision étaient acquis aux États-Unis par deux sociétés écrans. Marina et Piersilvio Berlusconi, les deux enfants aînés de Silvio Berlusconi qui occupent des postes de direction à Fininvest et Mediaset, ont également été impliqués dans cette enquête mais leur dossier a été disjoint du reste de l'instruction. Mediaset s'est toujours défendu d'avoir fraudé, soulignant à diverses reprises, que « les droits cinématographiques ont été acquis aux prix du marché ».
Le procès reprend le 18 janvier 2010, à la suite de l'annulation de la loi Alfano. L'ancien président du Conseil italien est reconnu coupable par le tribunal de Milan de fraude fiscale le 26 octobre 2012. Il est condamné à quatre ans de prison ferme, en première instance, peine aussitôt réduite à un an en application d'une loi d'amnistie. Il est également interdit de mandat public durant trois ans. Cette peine est confirmée en appel, le 8 mai 2013, et l'interdiction d'exercer un mandat public est portée à cinq ans. Le 1er août 2013, la Cour de cassation confirme la décision de condamnation de la Cour d'appel. C'est la première fois que Silvio Berlusconi est condamné de manière définitive,.
Le 1er août 2013, Silvio Berlusconi écope d'une peine d'un an de prison prononcée par la Cour de cassation pour fraude fiscale. Devenu ainsi définitivement condamné (pregiudicato), il est alors susceptible d'échapper à la peine de prison pour deux raisons : la première tient au fait qu'en Italie, au-delà de 70 ans, seuls les coupables de crimes de sang sont emprisonnés en milieu carcéral (Silvio Berlusconi est alors âgé de 76 ans) ; la deuxième relève de la coutume d'application des peines, qui veut qu'en dessous de trois ans d'emprisonnement, elles sont rarement purgées.
L'interdiction d'exercer une fonction publique pendant cinq ans est renvoyée devant la cour d'appel de Milan, qui la fixe finalement à deux ans en mars 2014. Cette situation aurait pu permettre à Berlusconi de siéger au Sénat jusqu'à cette date, mais l'assemblée vote son expulsion le 27 novembre 2013, sur la base de la loi Severino,. Précédemment, une seule personnalité politique de haut rang avait nécessité ce type de vote.
Le 13 août 2013, le président Giorgio Napolitano fait savoir publiquement qu'il estime que Silvio Berlusconi doit purger sa peine. Concernant une éventuelle grâce présidentielle, il estime qu'il ne peut y avoir recours que dans des circonstances très précises, et ajoute qu'il n'a de toute façon reçu aucune demande à ce sujet de la part de Silvio Berlusconi. Après avoir envisagé de le maintenir en résidence surveillée sans possibilité de communiquer avec l'extérieur, le tribunal aménage finalement sa peine en un an de travaux d'intérêt général dans un centre d'accueil pour personnes âgées, à Milan. Silvio Berlusconi continue donc de vivre dans sa villa d'Arcore, près de Milan, et peut se rendre à Rome du mardi au vendredi pour exercer des activités politiques, à condition qu'il rentre à son domicile milanais chaque soir avant 23 h. Il lui est également interdit de se présenter en tête de liste aux élections européennes de 2014 dans les cinq circonscriptions italiennes.
Le 12 mai 2018, le tribunal de Milan le « réhabilite » et efface « tous les effets de sa condamnation », ce qui l'autorise à briguer de nouveaux mandats électoraux.

### Affaires de mœurs

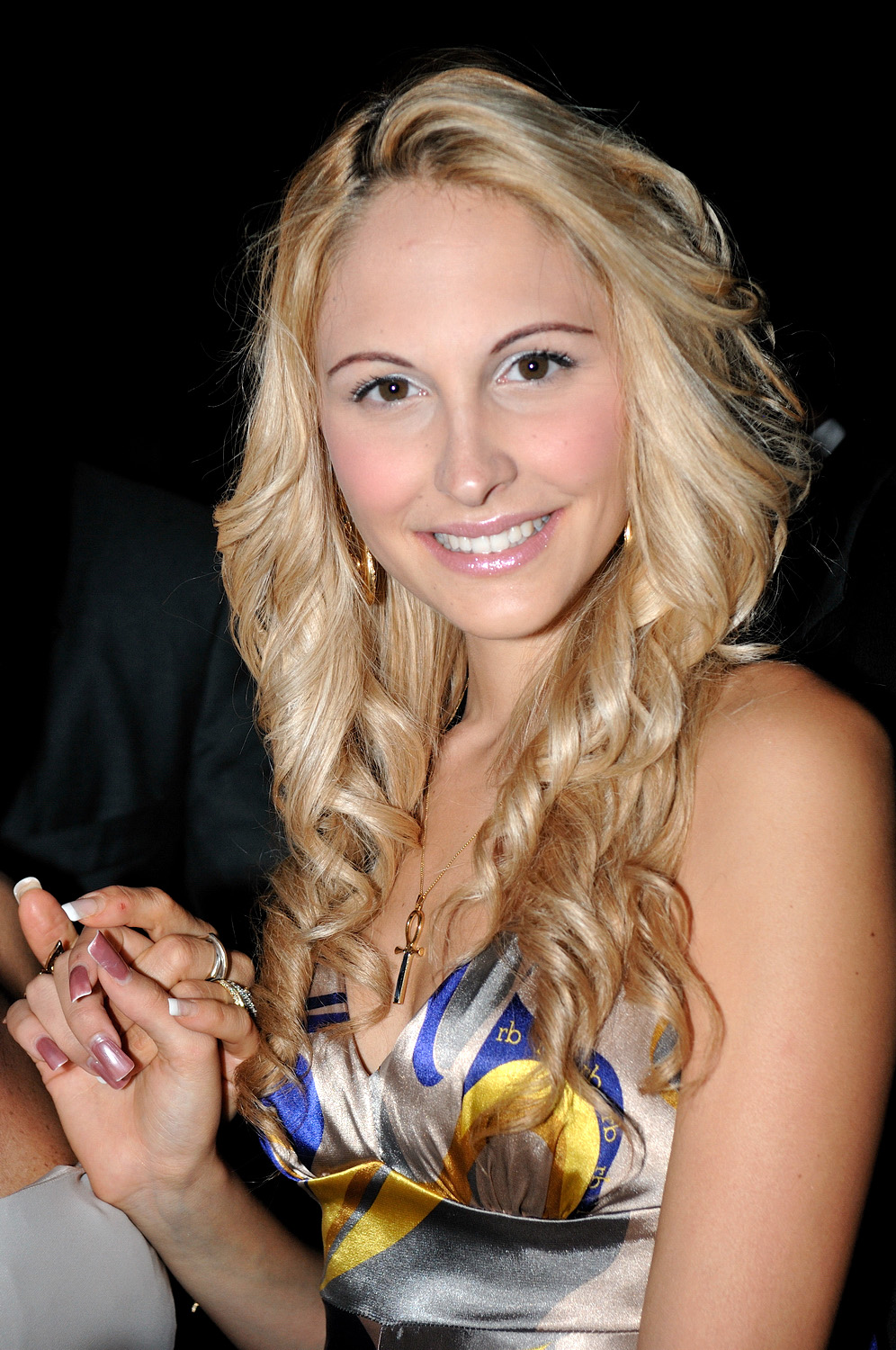
Noemi Letizia, showgirl à l'origine du Rubygate.

Le 19 novembre 2008, Noemi Letizia, une showgirl âgée de 17 ans et demi, participe à un dîner offert par Silvio Berlusconi aux représentants de la Couture italienne,. Le 27 avril 2009, au lendemain de la tenue d'une fête célébrant les 18 ans de Noemi à laquelle participait le président du Conseil, Veronica Berlusconi annonce son intention de divorcer, invoquant la volonté de son mari de présenter plusieurs show girls de télévision aux élections européennes et le fait qu'il « fréquente des mineures ». Face à la polémique, Silvio Berlusconi se défend d'avoir jamais eu de « rapports osés » avec des mineures et reçoit le soutien de ses cinq enfants. Le 18 juin suivant, le Corriere della Sera affirme que quatre escort girls, dont Patrizia d'Addario, ont été payées par un homme d'affaires proche de Silvio Berlusconi pour se rendre au domicile de ce dernier. Ce sont ainsi des dizaines de jeunes femmes qui sont nourries, logées et payées pour se tenir au service des désirs de Silvio Berlusconi et se taire.
Le 14 janvier 2011, le parquet de Milan ouvre une information judiciaire à son encontre. Il lui est reproché d'avoir eu entre février et mai 2010 des relations sexuelles tarifées avec une danseuse marocaine mineure, Karima el Mahroug, dite « Ruby », et d'avoir exercé des pressions sur des policiers milanais afin de la faire libérer après son arrestation pour vol. Le président du Conseil a reconnu avoir téléphoné au commissariat pour la défendre, parce qu'on lui aurait indiqué qu'elle était une nièce du président égyptien Hosni Moubarak. Mais il nie avoir eu des relations sexuelles avec Ruby, ce que celle-ci confirme, et dénonce des accusations sans « aucun fondement », qui ont pour seul but de l'éliminer de la scène politique alors que sa coalition gouvernementale est affaiblie. La juge Cristina Di Censo ordonne le 15 février 2011 le jugement immédiat de Silvio Berlusconi dès le mois d'avril suivant.
Silvio Berlusconi aurait versé plusieurs centaines de milliers d'euros à l'homme d'affaires Giampaolo Tarantini, qui a affirmé avoir payé une trentaine de femmes prêtes à avoir des relations sexuelles avec le Cavaliere, par l'intermédiaire de Valter Lavitola. Ce dernier, ancien éditeur du quotidien Avanti!, l'organe officiel du Parti socialiste italien, est en septembre 2011 en fuite à l'étranger (Panama) et est recherché par la police.
Le 24 juin 2013, Silvio Berlusconi est condamné pour incitation à la prostitution de mineure et abus de pouvoir, à sept ans de prison et à une peine d'inéligibilité à vie. Il interjette appel de ce jugement. Le 18 juillet 2014, il est acquitté par la cour d'appel de Milan. Le 10 mars 2015, la chambre du conseil de la Cour de cassation rejette un recours du parquet général de Milan contre cette décision, ce qui permet à Silvio Berlusconi d'être définitivement acquitté dans cette affaire.

### Achat de vote d'un sénateur
Le 23 octobre 2013, Silvio Berlusconi est renvoyé en justice par un magistrat de Naples dans le cadre d'une affaire de corruption dans laquelle il est accusé d'avoir acheté le sénateur d'opposition Sergio De Gregorio. Silvio Berlusconi lui aurait versé trois millions d'euros entre 2006 et 2008 afin qu'il adhère à son parti et, faisant défection, affaiblisse le gouvernement Prodi. Lorsque « le professeur Coppi a rappelé les fondements constitutionnels de la liberté de l'activité parlementaire, le procureur Woodcock a réagi en indiquant l'illégalité du transfert d'argent, qui a abouti à la vente de sénateurs. La cour de Naples a statué en faveur de la seconde » position, condamnant Berlusconi à trois ans de prison.

### Panama Papers
Il est cité dans l'affaire des Panama Papers en avril 2016.

## Décorations

### Décorations italiennes
- Chevalier de l'ordre du Mérite du travail
- Chevalier grand-croix de l'ordre sacré et militaire constantinien de Saint-Georges

### Décorations étrangères
- Grand-cordon de l'ordre du roi Abdelaziz (Arabie saoudite)
- Grand-croix de l'ordre de l’Étoile planina (Bulgarie)
- Grand-croix de l'ordre des Trois Étoiles (Lettonie)
- Grand-cordon de l'ordre du Grand Conquérant (Libye)
- Compagnon d'honneur honoraire de l'ordre national du Mérite (Malte)
- Grand-croix de l'ordre royal norvégien du Mérite (Norvège)
- Grand-croix de l'ordre du Mérite de la république de Pologne
- Grand-croix de l'ordre de l'Infant Dom Henri (Portugal)
- Grand-croix de l'ordre de l'Étoile de Roumanie
- Grand-cordon de l'ordre de la République (Tunisie)
- Chevalier grand-croix de l'ordre de Pie IX (Vatican)

### Autres distinctions
- Rue Silvio Berlusconi à Kamza (Albanie)[224].